# العالم

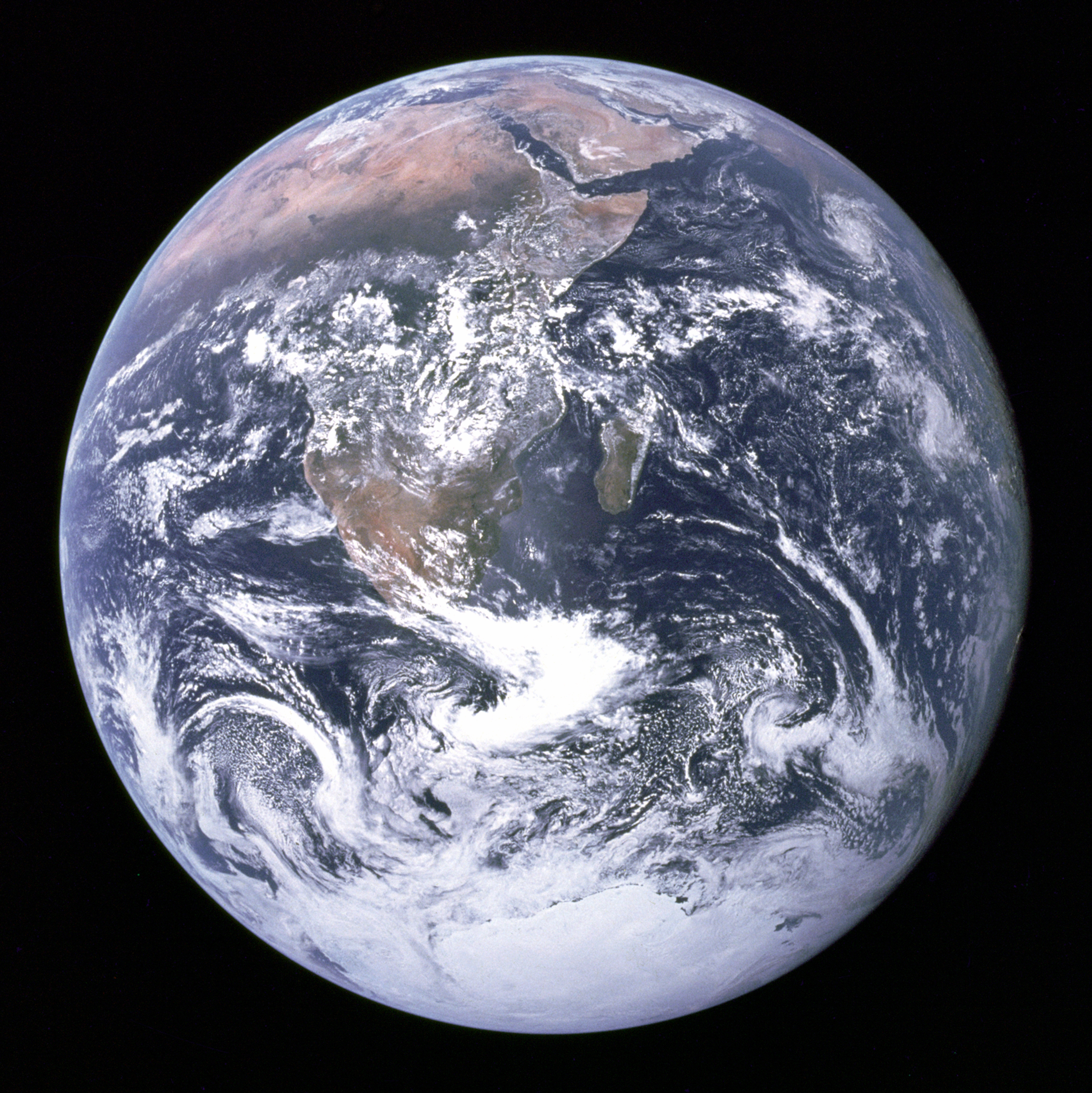
صورة العالم كما التقطها رواد فضاء في رحلة أبولو 17.

العالم هو الاسم الشائع لكوكب الأرض أن ينظر إليها من وجهة النظر الإنسانية، باعتباره مكانا يعيش فيه الإنسان.[مبهم] فإنه كثيراً ما يستخدم للدلالة على مجموع خبرات الإنسان والتاريخ، أو مجموع الدول، أو أحوال البشر، وأوضاع المجتمع الإنساني بصفة عامة.
في بعض التعبيرات تستخدم كلمة عالم بقصد التعبير عن الكون، ولكن الفارق كبير بين الإثنين كما نرى، ولا يصح الخلط بينهما. المقصود بالعالم هنا هو كوكب الأرض الذي يسكنه الإنسان وأنواع أخرى من الكائنات الحيّة. ويُعتبر كوكب الأرض واحدًا من الأجرام السماويّة التي لا تقع تحت حصر، لكنه الكوكب الوحيد الذي عرف بوجود الحياة فيه.

خريطة العالم كما التقطها القمر الصناعي لناسا.

ويتكوّن سطح العالم من الماء والأرض، كما تحيط به طبقات من الغلاف الغازي تمتد في الفضاء الخارجي. ويوجد أغلب الماء في المحيطات التي تغطي أكبر مساحة من سطح الأرض. وتفصل هذه المحيطات بين كتل هائلة من الأرض الصلبّة يُطلق عليها اسم القارات، وبين كتل أخرى صغيرة يطلق عليها اسم الجزر. توجد معظم دول العالم داخل حدود القارات.
الأرض هِي الْمَكَان الْوَحِيْد فِي الْكَوْن الْمَعْرُوْف بأن فيه الْحَيَاة الْبَشَرِيَّة فِي الْوُجُوْد. وتبين الأدلة الْعِلْمِيَّة أَن هَذَا الْكَوْكَب تشكل قَبْل 4.6 مليار سنة. وَيَبْدُو أَن الْحَيَاة عَلَى سَطْحِه قد ظهرت فِي غُضُوْن مِلْيَارَات الْسَّنَوَات. وعبر عصور التاريخ أثر المحيط الحيوي للأرض على الحياة في الأرض كما تأثرت الحياة علي الأرض بتغيرات المناخ والمحيط الحيوي. ويشمل المحيط الحيوي نشأة وتررع الأحياء على الأرض من نبات وحيوان، وعبر العصور َحْدَثت تَغْيِيرات كَبِيرة في مناخ الأرض والظروف الأخرى غير المتعلقة بالأحياء مثل البراكين والزلازل وانزياح القارات ونشأة الجبال والمحيطات والبحار عَلَى كَوْكَب الأَرْض، مِمَّا مُكِّن مِن انْتِشَار الْكَائِنَات الخفيفة الطيارة مثل حبوب اللقاح والخلايا الأولية، فَضْلا على تشكيل طبقة الأوزون. ويعمل المجال المغناطيسي للأرض على إزاحة الجسيمات الأولية الضارة للكائنات الحية، وإزاحتها عن الأرض في أغوار الفضاء. بذلك نشأت الحياة عَلَى الأرض. كما تمتص طبقة الأوزون في طبقات عليا الأشعة فوق البنفسجية الضارة أيضا بالكائنات الحية والإنسان. وتشكلت القارات على هيئة الصفائح التكتونية طافية فوق الصهارة المكونة للغلاف الأرضي الكروي الشكل. وتحتك تلك الصفائح التكتونية العظيمة الإتساع والتي تكون القارات وأجزاء عظمى من القارات، مثل شبه جزيرة الهند التي تصطدم بصفيحة القارة الآسيوية العظيمة، وتسبب هذا الاصطدام أو الاحتكاك الشديد في تكوّن سلسلة جبال الهمالايا التي يفوق ارتفاعها 8000 متر فوق سطح البحر. وتدل الدراسات العلمية على أنه في البداية كانت جميع القارات متجمعة في قارة عملاقة واحدة، ثم مرت بفترة تقسمت خلالها إلى مقاطعات كبيرة وانفصلت عن بعضها البعض، فنشأت القارات بذلك. ولا تزال تبتعد عن بعضها حثيثا عبر ملايين السنين، بل وتحتك وتتداخل مع بعضها في بعض الأماكن. ولا يزال هذا الانزياح بين والاحتكاك بين صفائح القارات نشطًا حتى يومنا هذا ولهذا تحدث الزلازل هنا وهناك حيث ترتطم صفيحتان تكتونيتان.

## الاستخدام

خريطة العالم الجيوسياسية للسواحل والحدود الوطنية اعتبارًا من عام 2016.

لا يعرف بالتحديد متى تم استخدام مصطلح العالم في اللغة العربية حيث وردت لفظة العالمين في التراث العربي القديم ويعتقد أن استخدام مصطلح العالم في اللغة العربية بدأ مع بداية الصحافة العربية في لبنان ومصر والجزائر.
العالم يميز سكان الكوكب بأسره، أو من أي بلد أو منطقة معينة: الشؤون العالمية هي تلك التي تتعلق ليس فقط في مكان واحد أو بلد واحد بل للعالم أجمع، والعالم والتاريخ: هو مجال التاريخ الذي يتناول الأحداث من منظور عالمي (وليس وطني أو إقليمي). كما يقال عن الأرض بأنها العالم، ومن جهة أخرى، يشير عالم الأرض إلى كيان يعيش فيه الإنسان، ويميزها عن غيرها من الكواكب والأشياء المادية.
العالم ويمكن أيضاً استخدام الاسم، كصفة، تعني 'العالمية'، 'المتعلقة بالعالم كله'، التي تشكل الأعراف مثل العالم. انظر العالم (الصفة).
كما يمكن أن يشار بالعالم إلى أي كوكب سماوي، فعالم المريخ يعني تضاريسه وجوّه ودرجات الحرارة المنتشرة على سطحه. كذلك نستخدم كلمة العالم للتعبير عن 'الهيئة'، فنقول عالم الموسيقى وعالم الموضة وغيرها.
وعالم العمل وهو يصف العمل المأجور والسعي الوظيفي، وطبيعة العمل من جميع جوانبها الاجتماعية، لتمييزه عن الوطن في الحياة والدراسة الأكاديمية.
عالم الموضة وصفا للبيئة من المصممين في عالم الموضة، ومنتجات الموضة، والمستهلكين الذين يشترون الأزياء.

## ملامح التكوين الطبيعي للعالم
تبلغ مساحة سطح الكرة الأرضيّة حوالي 509,400,000 كيلو متر مربع. وتغطي المياه نحو 359,200,000 كيلو متر مربع من هذه المساحة. ومعنى ذلك أن المياه تغطي حوالي 70.8% من مساحة سطح الكرة الأرضية، ولا تشغل الأرض اليابسة سوى 29.2% تعادل نحو 150,202,000 كيلو متر مربع من مساحة العالم.

### المياه

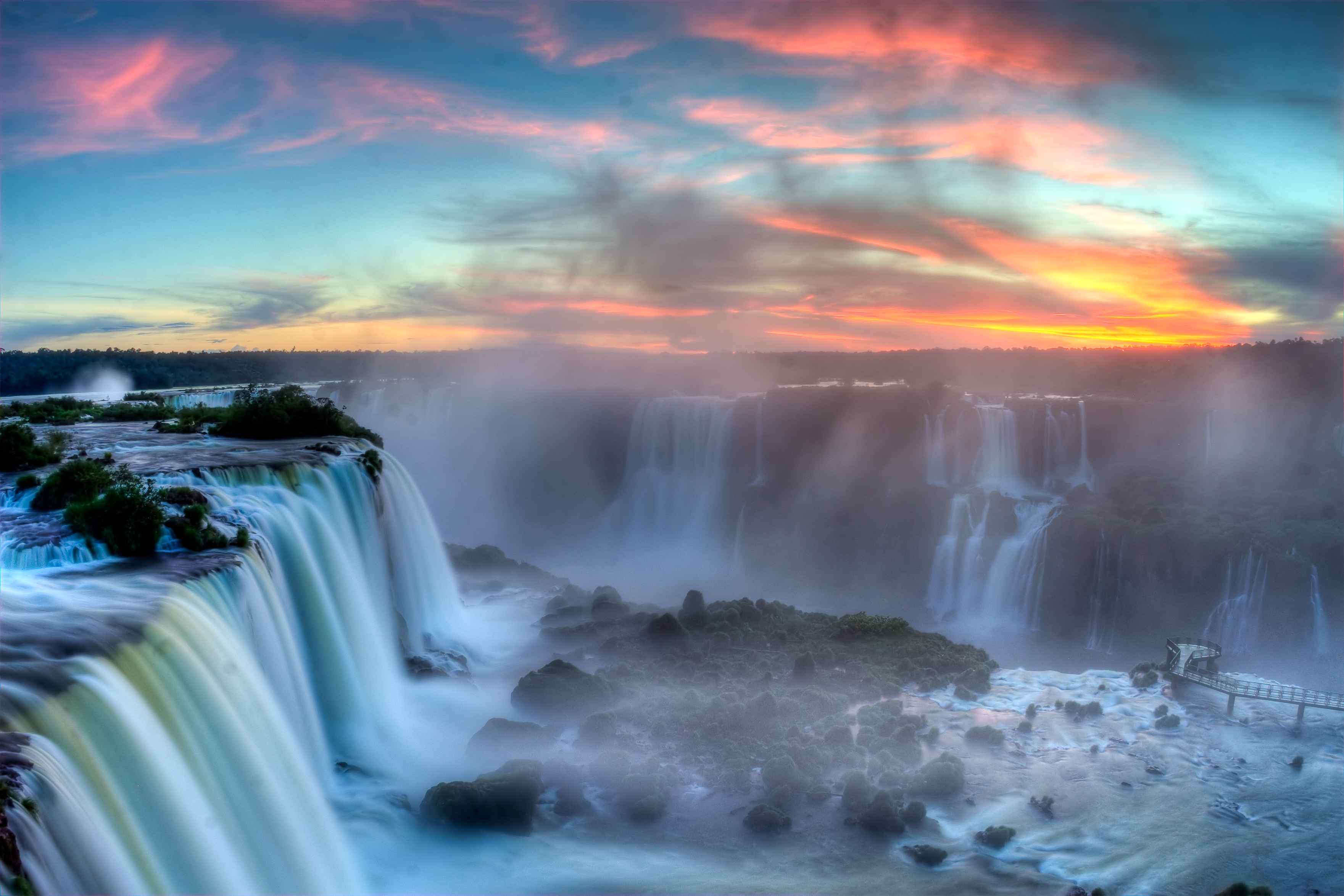
شلالات إجوازو بين حدود الأرجنتين والبرازيل.

تتكون المياه التي تغطي سطح الكرة الأرضية من مجموعة من المحيطات والبحار والبحيرات والأنهار. أكبر هذه المحيطات هو المحيط الهادي يليه المحيط الأطلسي ثم المحيط الهندي. وتبلغ مساحة المحيط الهادي نحو 170 مليون كيلو متر مربع (أي نحو ثلث مساحة الكرة الأرضية). وتبلغ مساحة المحيط الأطلسي نحو نصف مساحة المحيط الهادي، وتعتبر مساحة المحيط الهندي أقل قليلًا من مساحة المحيط الأطلسي. وتحيط هذه المحيطات الثلاثة بالقارة القطبية الجنوبية، كما يلتقي المحيطان الأطلسي والهادئ مرة أخرى بالقرب من القطب الشمالي، حيث يكونان معًا المحيط المتجمد الشمالي.
يعتبر بحر قزوين أكبر بحيرة مالحة في العالم، حيث يمتد بين قارتي آسيا وأوروبا في شرق جبال القوقاز، وتبلغ مساحته نحو 3711,000 كيلو متر مربع. أمّا أكبر مسطحات المياه العذبة في العالم، تقع في منطقة البحيرات العظمى في أمريكا الشمالية والتي تتكون من خمس بحيرات تتصل ببعضها البعض، وتبلغ مساحة هذه البحيرات نحو 244,780 كيلو مترًا مربعًا.
أما أطول أنهار العالم فهو نهر النيل في أفريقيا، حيث يبلغ طول مجراه 6,671 كيلومترًا. يليه في المرتبة الثانية نهر الأمازون بأمريكا الجنوبية والذي يبلغ طول مجراه 6,437 كيلومترًا.
تعتمد جميع الكائنات الحية على المياه في حياتها. ويحصل الإنسان على مياه الشرب من الأنهار والبحيرات العذبة والآبار. وتستخدم المياه أيضًا في توليد الطاقة، حيث يُستغل اندفاع المياه في مجاري الأنهار أو مساقطها من الشلالات، كما تستخدم الخزانات والسدود في إنتاج وتوليد الطاقة الكهربائية. وتعتبر المياه أيضًا من أهم طرق النقل حيث تمخر عباب البحار والمحيطات آلاف سفن نقل البضائع والسفن الساحلية وسفن الملاحة في الأنهار والقنوات الملاحية الداخلية.

### اليابسة

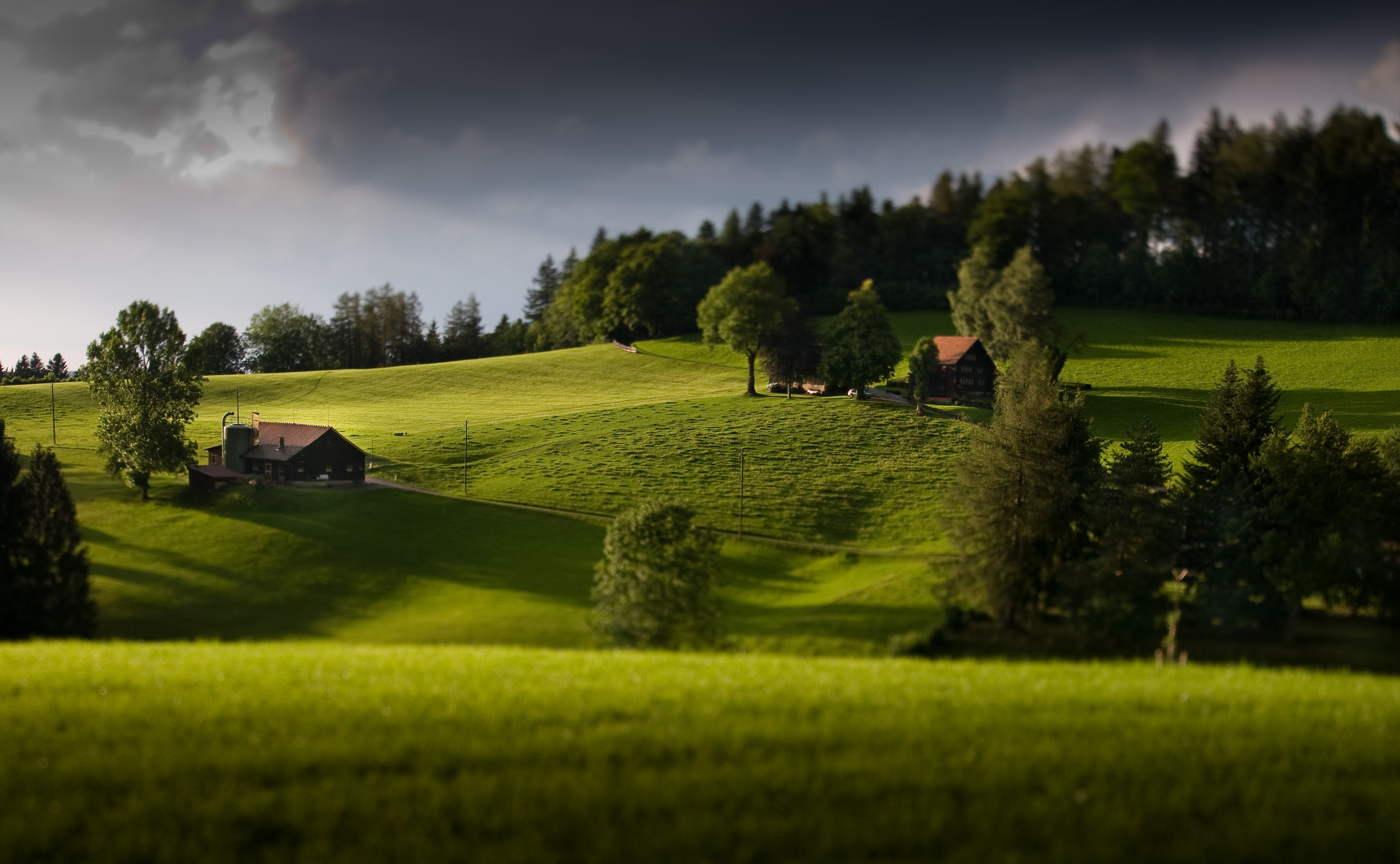
سهل ومزارع في سويسرا.

تتكون مساحة اليابسة في الأرض من سبع قارات وعدة الآف من الجزر. وتعتبر قارة آسيا أكبر هذه القارات، تليها قارة أفريقيا، ثم أمريكا الشمالية، ثم أمريكا الجنوبية، ثم القارة القطبية الجنوبية، فقارة أوروبا ومن ثم أوقيانوسيا. ويرى بعض الجغرافيين أن قارتي أوروبا وآسيا تعتبران قارة واحدة وهي أوراسيا.
تتكون الأرض اليابسة من الجبال والهضاب والوديان والسهول. ولا يقطن في مناطق الجبال والهضاب العالية سوى سكان قليلين؛ وذلك لصعوبة الحياة في تلك المناطق بسبب بردها القارس وتربتها الجدباء وجفافها، مما يجعلها غير مريحة وغير صالحة للزراعة. أمّا غالبيّة سكان العالم، تعيش في السهول أو مناطق التلال، حيث توجد مساحات ذات تربة جيدة وذات موارد مائيّة مناسبة، الأمر الذي يجعل هذه المناطق صالحة لممارسة الزراعة والصناعة والتجارة.

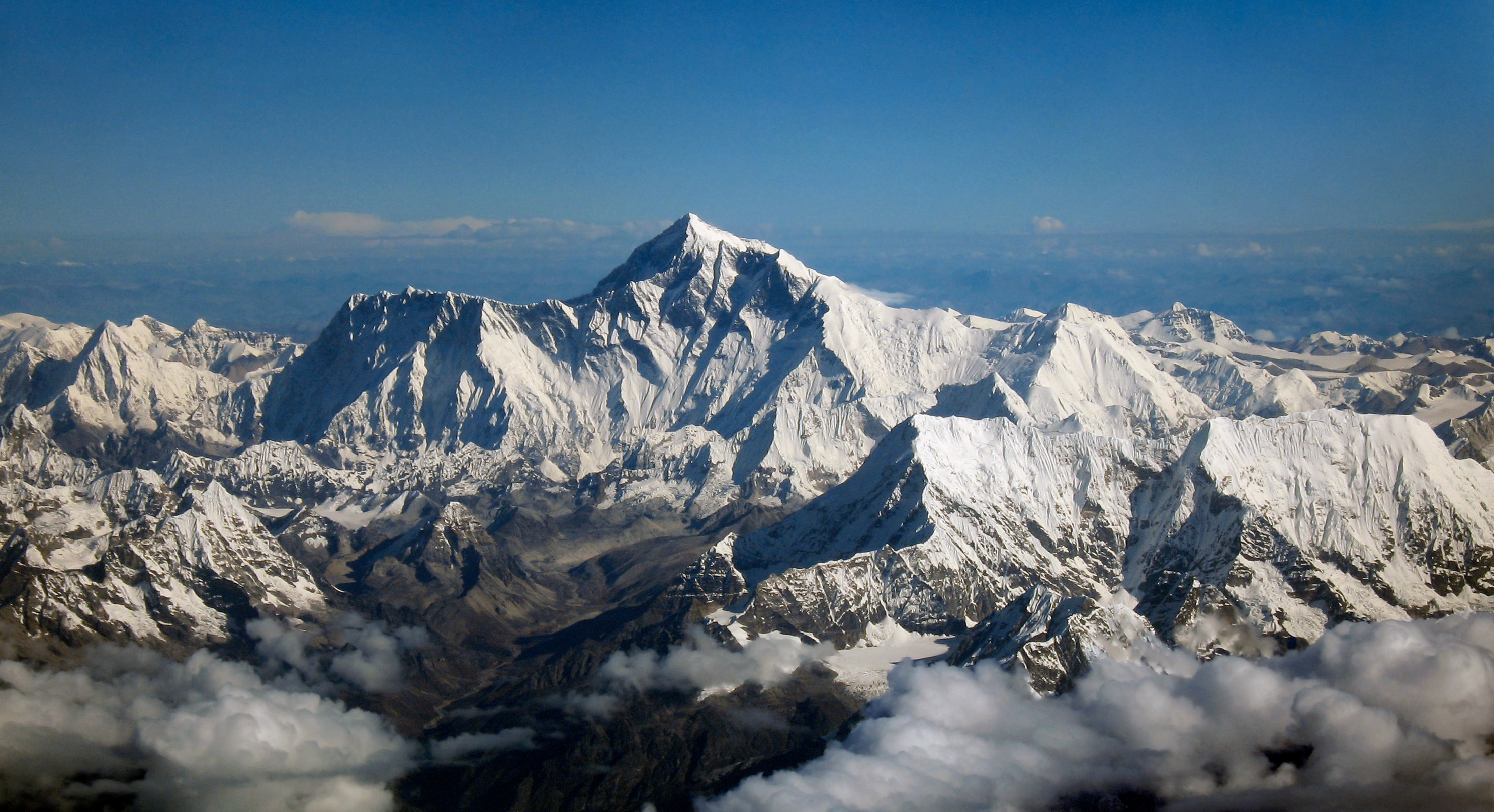
جبل إفرست أعلى قمة جبل في كوكب الأرض.

تؤثر الموارد الطبيعية في كل منطقة على النشاط الاقتصادي للمنطقة. بعض هذه المناطق قد لا تصلح للزراعة، ولكنها غنية بالثروات المعدنيّة. كما أن بعض المناطق الصحراوية، مثل منطقة الشرق الأوسط حافلة بمخزون بترولي ضخم. كما أن منطقة البامبا العشبيّة في وسط الأرجنتين تصلح تمامًا لتربية الحيوانات، كما تصلح أيضًا لزراعة القمح. أما المملكة المتحدة، فلا توجد بها مساحات زراعية جيدة تكفي للوفاء بحاجيات سكانها، ولكن بها مناجم تحتوي على مخزون هائل من الفحم والحديد جعلها في مصاف الدول الصناعية الكبرى. هناك بعض الدول مثل روسيا والولايات المتحدة وكندا تتمتع بمصادر طبيعية كثيرة ومتنوعة.
لعدة قرون مضت، كان الإنسان يستعمل الموارد الطبيعية في العالم لتحقيق مصالحه ولجعل الحياة أكثر راحة. ومع ذلك؛ فإن هذه الموارد الطبيعية أسيء إستخدامها حيث ظهرت عدة مشاكل أصحبت تهدد البيئة وتلوثها. هناك العديد من مصادر المياه أصبحت ملوثة بمخلفات المجاري والمخلفات الصناعية والكيماوية. كما أن احتراق الوقود المستعمل في تشغيل المركبات الموتورية والمصانع والأفران كان من الأسباب التي أدت إلى تلوث الهواء في مناطق كثرة ة. كما إن اجتثاث أشجار مساحات واسعة من الغابات أدّى إلى تآكل التربة وإلى انقراض بعض أصناف الحيوانات. هذا بالإضافة إلى بعض طرائق الزراعة التي تستخدم فيها الأسمدة الكيماوية والمبيدات الحشرية، قد أدّت في النهاية إلى تلوث التربة. منذ منتصف القرن العشرين ازداد حركات الوعي بضرورة حماية البيئة، كما حرصت بعض الحكومات على إصدار القوانين التي ترشد عمليات استغلال المصادر الطبيعيّة.

## تاريخ العالم
من المحتمل أن الإنسان ظهر على وجه الأرض منذ نحو مليوني سنة. ولكن تاريخ العالم المكتوب والمسجّل لم يبدأ إلاّ منذ نحو 55,000 سنة حين إخترع الإنسان الكتابة وجميع الفترات والعصور السابقة على ظهور الكتابة تُسّمى عصور ما قبل التاريخ.

### مناطق ظهور الحضارات الأولى

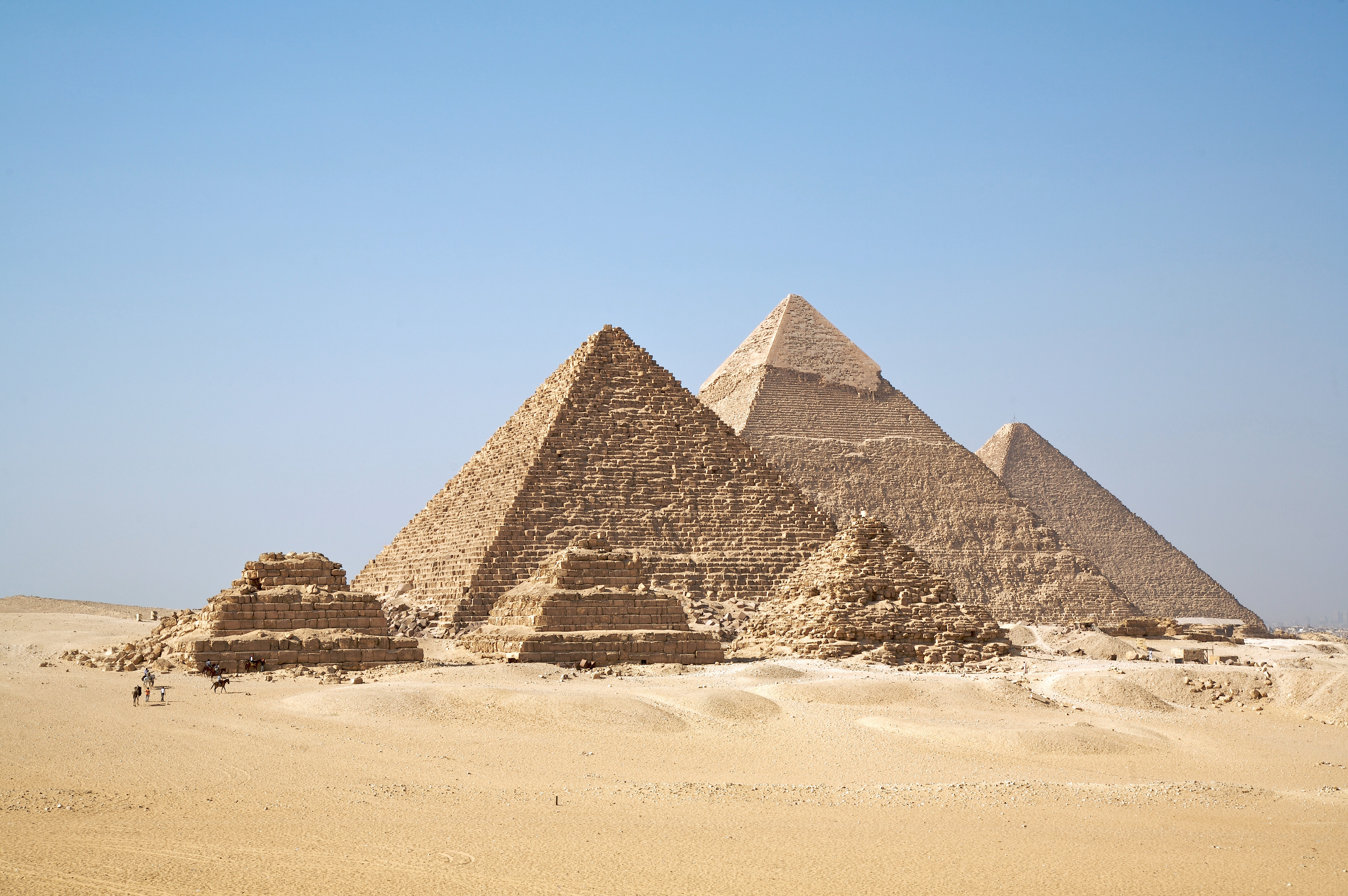
أهرامات الجيزة هي من بين أكثر الرموز المعروفة للحضارة مصر القديمة.

يقول بعض المؤرخين، إن الإنسان عرف الزراعة منذ نحو 9,000 سنة واستغنى الإنسان بذلك عن التجول في الأرض بحثًا عن الطعام. بدأت الزراعة في الأربع الحضارات التي نشأت حول الوديان النهريّة، حيث تتوافر التربة الصالحة للزراعة، كما تتوافر مصادر المياه اللازمة للري. وهذه الوديان هي: وادي النيل في مصر، وادي دجلة والفرات في الشرق الأوسط، وادي السند في باكستان ووادي هوانج في شمال الصين.
تعتبر الحضارة التي ظهرت في مصر والحضارات التي ظهرت في بلاد ما بين النهرين، من أقدم حضارات العالم. وتتميز الحضارة المصرية بظهور فكرة الدولة ذات الحكومة المركزيّة، في حين أن حضارة بلاد ما بين النهرين نشأت في عديد من القرى والمدن المنفصلة التي لم يربطها رابط أو حكومة مركزية. أما بالنسبة لحضارة وادي السند، فقد ظهرت في حوالي القرن الخامس والعشرين قبل الميلاد في مدينتين قديمتين من المحتمل أن عدد السكان في كل منهما كان يزيد على 35 ألف نسمة. وقد استطاعت هذه الحضارة أن تعرف أسس الزراعة والري وتنمية المحاصيل التي تكفي للوفاء بحاجيات الآلاف من أفراد الشعب. ولكن في حوالي عام 17,000 قبل الميلاد اختفت هذه الحضارة من الوجود.
أما حضارة وادي هوانج هي في شمال الصين، فقد ظهرت عندما تولت أسرة شانغ الحكم في القرن الثامن عشر قبل الميلاد. وكان نظام الحكم في تلك المنطقة يتكون من الملك ومن الطبقة الأرستقراطية. وقد أستطاع الحكام تكوين جيش قوي مسلح بالأسلحة المصنوعة من البرونز وبالعربات التي تجرها الخيول. وقد استمر حكم أسرة شانغ نحو 600 سنة.

### نمو الحضارة

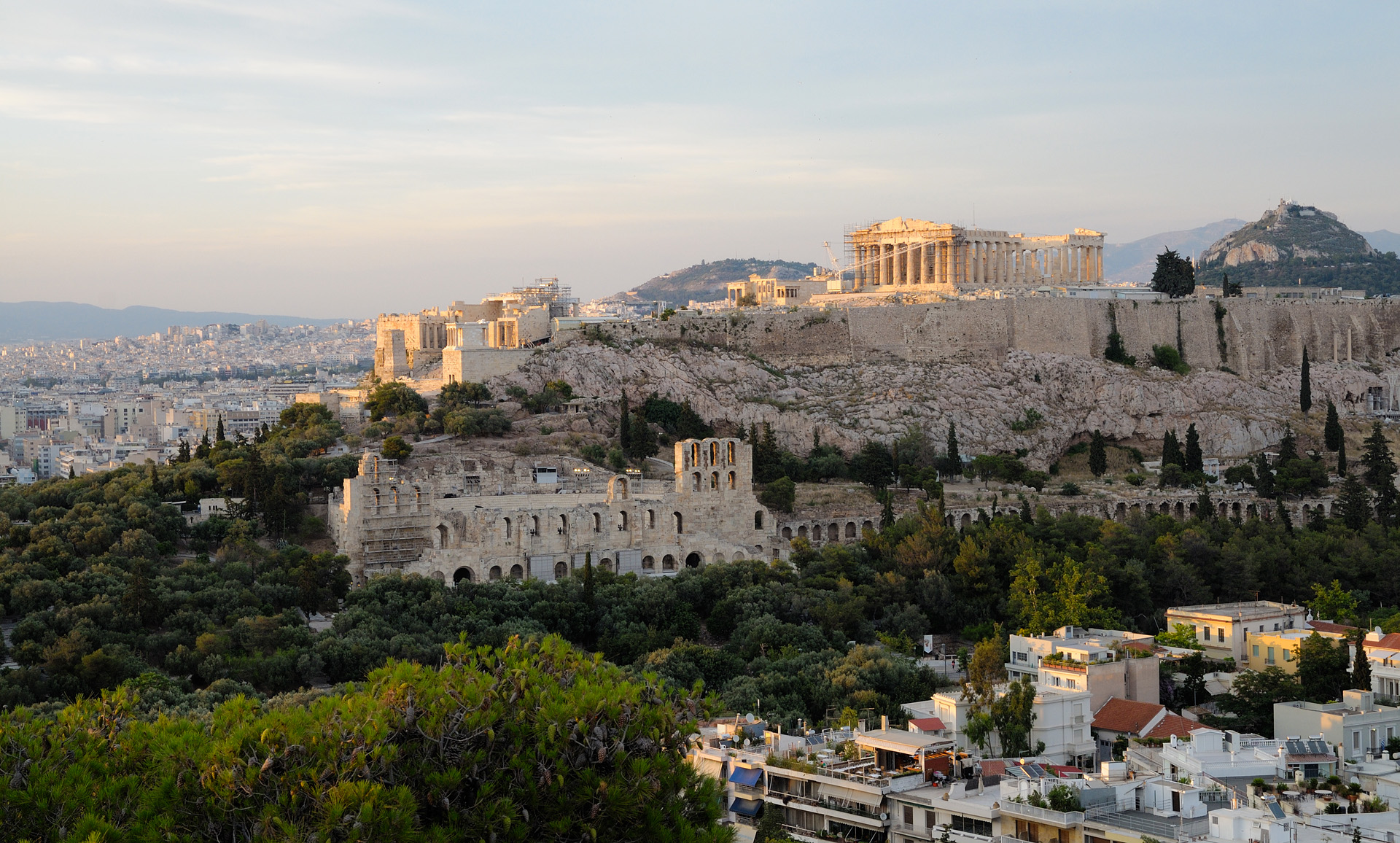
البارثينون، معبد مخصص لأثينا، يقع على الاكروبول في أثينا، وهو واحد من الرموز الأكثر تمثيلا للثقافة والتطور التقني للإغريق.

خلال الفترة التاريخية من عام 1,200 قبل الميلاد وحتى عام 500 ميلادي، ظهرت عدة حضارات منها حضارة متطورة في البلاد الواقعة حول بحر إيجه. وفي منطقة الشرق الأوسط ظهرت الحضارات التي تدعو إلى إله واحد (اليهودية والمسيحية والإسلام). وفي تلك الفترة استولى الآشوريون القادمون من شمال بلاد ما بين النهرين على مناطق شاسعة من الشرق الأوسط. في حوالي عام 550 قبل الميلاد استطاع الفرس تكوبن امبراطورية استمرت نحو 200 سنة.
ظهرت الحضارة المنيوية في جزيرة كريت. وتعتبر هذه الحضارة من الإرهاصات الأولى للحضارة الإغريقية. وتميزت حضارة أهل كريت بالهندسة المعمارية وباتصالاتها التجارية مع الحضارات الأخرى. وفي أرض اليونان نشأت مدينة مسينيا التي ظلت مركزًا للثقافة اليونانية حتى القرن الثاني عشر قبل الميلاد. وإزدهرت الحضارة الإغريقية في الفترة ما بين عام 800 قبل الميلاد وعام 500 قبل الميلاد. وبالرغم من أن الإغريق القدامى كانوا يتكلمون لغة واحدة ويتميزون بثقافة وأسس حضارية موحدة، الاّ أنهم عاشوا في مدن مستقلة اتبعت نظامًا سياسيًا يسمى المدينة الدولة. وفي هذه المدن الدول نشأ نظام الحكومات الديموقراطية. ثم انهزمت هذه المدن الإغريقية على يد ملك مقدونيا فيليب الثاني وحكمها من بعده ابنه الإسكندر الأكبر.
في عام 509 قبل الميلاد حدثت ثورة أهالي روما ضد حكامها الأتروسكيين وحصلوا على الاستقلال وأعلنوا روما جمهورية مستقلة. وفي عام 209 قبل الميلاد أصبحت روما مسيطرة على معظم إيطاليا. وفي عام 117 ميلادي كانت الإمبراطورية الرومانية مسيطرة على حوالي نصف قارة أوروبا، وعلى مساحات شاسعة من بلدان الشرق الأوسط وعلى سواحل شمال أفريقيا. وتميزت الحضارة الرومانية بالقدرة والمهارة الهندسية وبحسن تنظيم الحكومة وسن القوانين.

الكولوسيوم من أبرز المآثر المعمارية للحضارة الرومانية.

بدأت المسيحية في القرن الأول الميلادي كجماعة يهودية صغيرة تتركز على تعاليم يسوع الناصري، سرعان ما انتشرت في القرون القليلة اللاحقة في مختلف أنحاء الشرق الأوسط والإمبراطورية الرومانية ومستوطناتها بشمال أفريقيا الرومانية ومنها كنيسة قرطاج، وذلك رغم الاضطهادات التي كان يعلنها أباطرة روما ضد أتباع هذه الديانة، لكنها ومنذ القرن الرابع غدت دين الإمبراطورية واكتسبت ثقافة يونانية ورومانية ومنذ ذلك الحين لعبت المسيحية دورًا هامًا في تطوير الحضارة الغربية. في عام 306 ميلادي تولى قسطنطين الكبير حكم الإمبراطورية الرومانية وسمح للمسيحيين بحرية العبادة. وفي عام 330 قام الإمبراطور قسطنطين بنقل العاصمة من روما إلى القسطنطينية، والتي أصبحت مركز المسيحية الشرقية ومركز حضاري عالمي، فأضحت أعظم مدن العالم في ذلك العصر. بعد موته انقسمت الإمبراطورية الرومانية إلى امبراطوريتين هما: الإمبراطورية الرومانية الغربية التي تعرضت للغزو والهزيمة وانقضى عهدها، والإمبراطورية البيزنطية التي استمر حكها لسنوات طويلة.
في حوالي عام 1500 قبل الميلاد قامت مجموعة من الشعوب الهندو-أوروبية والتي أطلق عليها اسم الآريين بالهجرة إلى الهند. وفي إحدى الدول الآرية ولد أمير أسمه سيدهارتا جوتاما عام 563 قبل الميلاد وقد أصبح هذا الأمير داعية ديني وعرف باسم بوذا ومعناه المرشد أو المستنير، وأصبحت تعاليمه وإرشاداته أساسًا للديانة البوذية. وفي حوالي عام 300 قبل الميلاد اتحدت معظم أقاليم الهند تحت حكم أسرة موريا. وبعد انتهاء حكم هذه الأسرة تولت أسرة جوبتا حكم الهند. في الصين قام شعب زهوو بالتخلص من حكم أسرة شانج. ولكن نظام الحكم الجديد أخذ يضعف اعتبارًا من عام 771 قبل الميلاد. ونشبت عدة حروب أهلية إلى أن ولد الفيلسوف الصيني كونفوشيوس والذي أخذ يدعو إلى مكارم الأخلاق والتمسك بالتقاليد الاجتماعية الطيبة. وفي عام 221 قبل الميلاد ظهرت دولة شين التي وحدت الصين في إمبراطورية واحدة. وظل الحال كذلك حتى عام 220 ميلادي حين انقسمت الصين مرة أخرى إلى ولايات متحاربة.

### العالم من عام (500 إلى 1500)

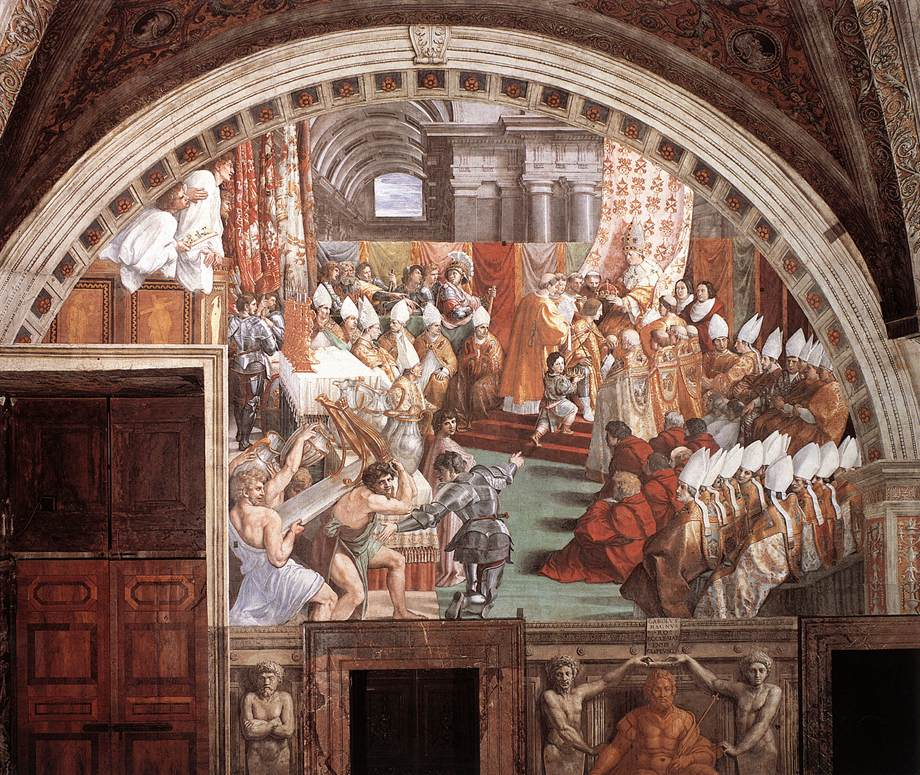
البابا يتوج شارلمان، لوحة لرافائيل تعود للقرن السادس عشر.

خلال الفترة من عام 500 ميلادي إلى عام 1500 ازدادت الصلات بين دول العالم ومناطقه. في التاريخ الأوروبي يُطلق على هذه الفترة اسم العصور الوسطى وهي العصور التي بدأت بعد مغرب الحضارتين اليونانية والرومانية وانتهت بظهور العصور الحديثة. ظهر في أوروبا خلال العصور الوسطى نظام الإقطاع. وفي هذا النظام كان كبار الإقطاعيين يتنازلون عن بعض ممتلكاتهم لبعض النبلاء الأقل منهم مرتبةً، لكي يضمنوا استخدام هؤلاء النبلاء في وقت الحرب. وقد استطاع هؤلاء الحكام أو اللوردات تكوين حكومات قوية، وأنعشوا الزراعة ووسعوا المدن. وفي أغلب الأحوال كان سكاّن المدن الأوروبية يساندون الملوك في حروبهم ضد الإقطاعيين. وفي عام 1500 ميلادي أصبحت كل من إنجلترا وإسبانيا والبرتغال دولاً ملكية.
وإزدهرت المسيحية في الإمبراطورية البيزنطية، وعاشت الإمبراطورية البيزنطية عصرها الذهبي خاصًة تحت حكم الأسرة المقدونية حيث دعي عصرهم بعصر النهضة المقدونية ففي عهدهم مرت الإمبراطورية البيزنطية نهضة ثقافية وعلمية وكانت القسطنطينية في عهدهم المدينة الرائدة في العالم المسيحي من حيث الحجم والثراء والثقافة. فقد كان هناك نمو كبير في مجال التعليم والتعلم ممثلة بجامعة القسطنطينية ومكتبة القسطنطينية وجرى الحفاظ على النصوص القديمة وإعادة نسخها. كما ازدهر الفن البيزنطي وانتشرت الفسيفساء الرائعة في تزيين العديد من الكنائس الجديدة، وفي عصر الكومنينيون تجدد الاهتمام بالفلسفة الإغريقية الكلاسيكية، بالإضافة إلى تزايد الناتج الأدبي باليونانية العامية. احتل الأدب والفن البيزنطيان مكانة بارزة في أوروبا، حيث كان التأثير الثقافي للفن البيزنطي على الغرب خلال هذه الفترة هائلًا وذو أهمية طويلة الأمد.

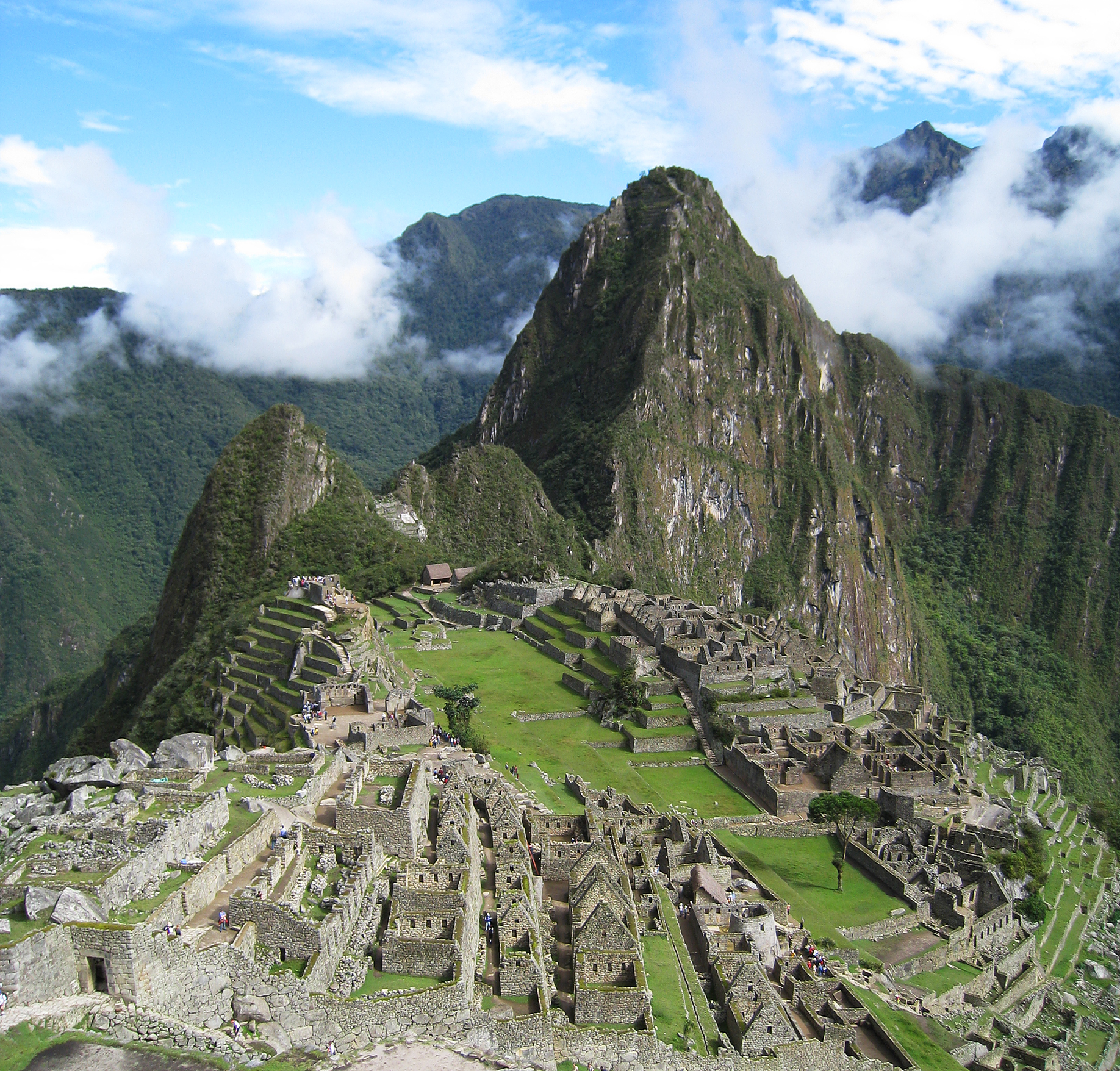
مدينة ماتشو بيتشو من آثار حضارة الأنكا في البيرو.

ظهر الإسلام في شبه الجزيرة العربية. وبعد وفاة النبي محمد عام 632، بدأت الجيوش الإسلامية في فتح بلدان الشرق الأوسط وشمال أفريقيا وأفغانستان، ووصلت إلى إسبانيا (الأندلس) والهند وحدود الصين. وشهدت الخلافة العباسية عصرها الذهبي في المدة التي بدأت بولاية الخليفة الثالث، أبو عبد الله محمد المهدي، وانتهت في زمن الخليفة التاسع، أبو جعفر هارون الواثق بالله. وبلغ العصر الذهبي أوج عزّه ومجده أيام هارون الرشيد وأبو العباس عبد الله المأمون، ويعد المؤرخون عهدهما أزهى عصور التاريخ العربي الإسلامي على الإطلاق. ففي هذا العهد ازدهرت عاصمة الخلافة بغداد وأصبحت حاضرة العلوم والفنون.
وكانت الصين منعزلة عن العالم الخارجي، ومع ذلك فقد حققت الحضارة الصينية ازدهارًا في عصر أسرة تانج وأسرة سونج في الفترة من القرن السابع الميلادي إلى القرن الثالث عشر ميلادي، حيث اخترعت الطباعة والبارود والبوصلة المغناطيسية خلال ذلك العصر. وفي خلال أواخر القرن الثامن الميلادي حتى أوائل القرن التاسع للميلاد، فقد أباطرة اليابان سلطاتهم. وفي عام 1185 استطاعت قبيلة ميناموتو السيطرة على حكم اليابان بواسطة القادة العسكريين. في الهند سقطت إمبراطورية جوبتا حوالي عام 500 وتمزقت البلاد إلى ولايات وممالك صغيرة.
استطاع مسلمو شمال أفريقيا تأسيس ممالك وإمبراطوريات أفريقية في مناطق وسط أفريقيا. ولم يصل الإسلام إلى مناطق جنوب أفريقيا. وفي سواحل شرق أفريقيا ظهرت دول غير إسلامية ازدهرت فيها التجارة.
في الأمريكيتين استطاعت قبائل المايا أن تقيم حضارة في أمريكا الوسطى خلال الفترة من عام 25 ميلادي إلى عام 900 ميلادي، حيث أقاموا العديد من المنشآت الدينية وعرفوا علم الفلك، وأخترعوا تقويمًا سنويًا، وطوروا طرائق الكتابة. ثم جاءت بعدهم قبائل التوليك في وسط المكسيك في الفترة بين عام 900-1200 ثم ظهرت قبائل الأزتك في بداية القرن الخامس عشر. وفي خلال القرن الثالث عشر بدأ ازدهار الحضارة في بيرو. وفي القرن السادس عشر امتد حكم قبائل الإنكا من جنوب كولومبيا حتى وسط شيلي.

### انتشار الحضارة الغربية

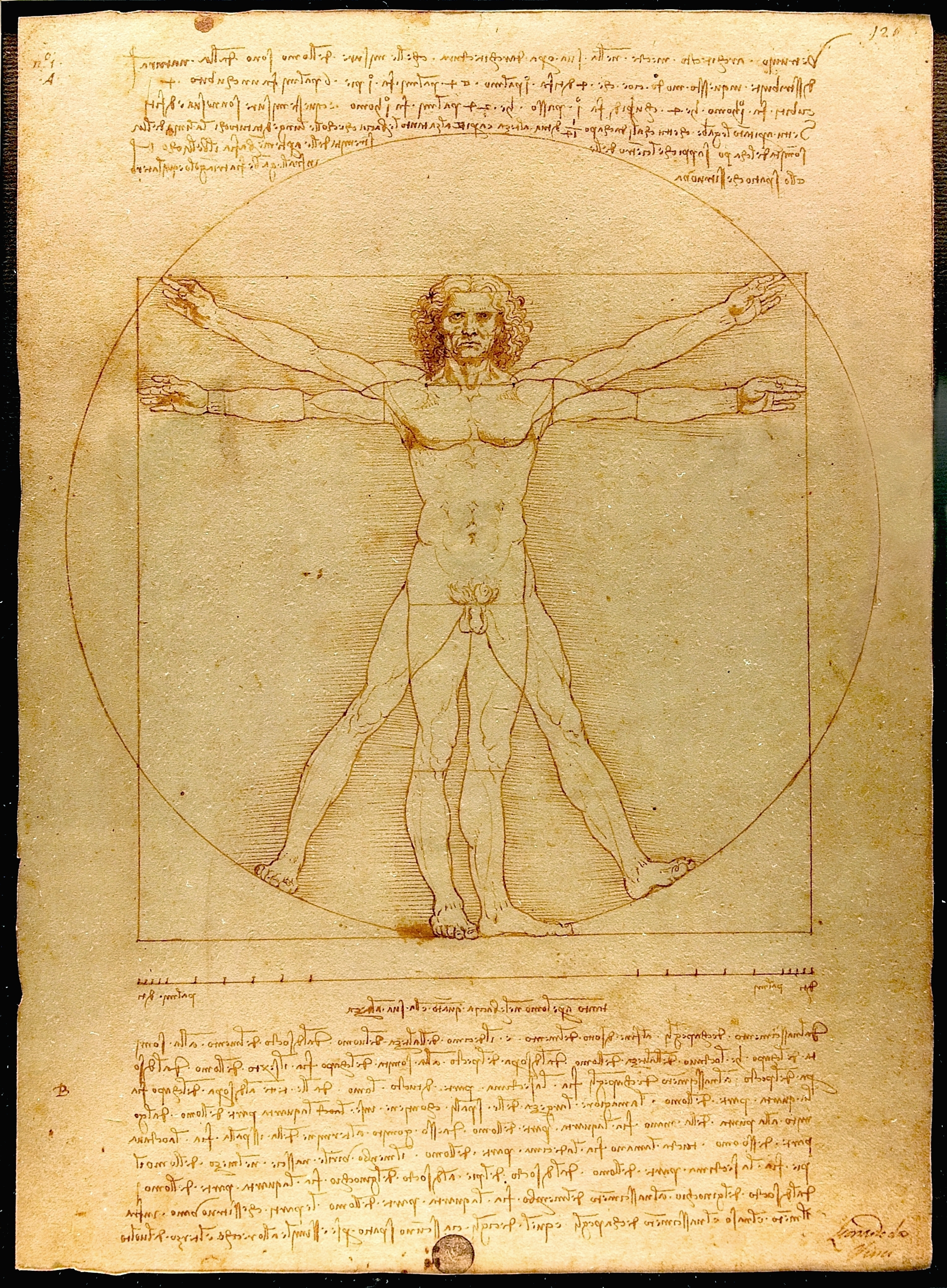
توضّح لوحة الرجل الفيتروفي لليوناردو دا فينشي تأثير مؤلفي العصور القديمة على مفكري عصر النهضة.

حدثت تطورات كبرى خلال الفترة بين عامي 1500-1900؛ فقد ازداد تعداد سكان العالم من حوالي 450 مليون نسمة إلى حوالي مليار ونصف نسمة. وازدادت ضخامة المدن والبلدان باضطراد. وبدأت الثقافة الأوروبية في الانتشار. في أواخر القرن الرابع والسادس عشر وهي الفترة التي تسمى باسم عصر النهضة ازداد اهتمام العلماء والفنانين بالجوانب الإنسانية في فهم الناس وفهم العالم، وفي هذا العصر إنتشرت العديد من القصور والبنايات الفخمة وظهرت العديد من الفنون الرفيعة.
في خلال القرن السادس عشر ظهرت حركة الإصلاح البروتستانتي والتي تولد عنها المذهب البروتستانتي في المسيحية. وهو المذهب الذي دعا إليه الراهب الألماني مارتن لوثر عام 1517 عندما انفصل هو وأتباعه عن الكنيسة الرومانية الكاثوليكية. شهد هذا العصر أحد الانشقاقات الكبرى في العالم المسيحي الغربي، وهو الإصلاح البروتستانتي الذي قسّم أوروبا إلى قسم كاثوليكيّ وبروتستانتيّ.
في منتصف القرن الخامس عشر اخترعت في أوروبا عملية الطباعة بجمع الحروف، فإنتشرت الكتب على نطاق واسع، وأصبحت في متناول الكثيرين. كما أدّى اختراع الميكروسكوب واختراع التلسكوب إلى فتح أبواب جديدة للمعارف والعلوم. واستكشف الأوروبيون قارات أفريقيا وآسيا والأمريكيتين، وبدأ الأوروبيين بتأسيس المستعمرات في تلك القارات. وبدأت توسعات الحكم الإسباني في المكسيك وأمريكا الوسطى وأمريكا الجنوبية. وأسس الإنجليز مستعمراتهم على طول سواحل الأطلنطي في أمريكا الشمالية. وقد وصل عدد هذه المستعمرات إلى ثلاثة عشرة مستعمرة في سنة 1733.
وحل الضعف بالمناطق التابعة للإمبراطورية العثمانية في كل من أوروبا وآسيا، وبدأت الدول الأوروبية في التطلع إلى السيطرة على البلدان الإسلامية. في الصين انتهى عهد أسرة مينج وبدأ عصر أسرة شينج عام 1644، وقد ظلت هذه الأسرة في الحكم حتى عام 1912. وفي اليابان استولت قبائل توكو جاوا على الحكم عام 1602. وعزلت اليابان تمامًا عن الإتصال بالعالم الخارجي.

كان للثورة الفرنسية دور في القضاء في تغيير تاريخ القارة الأوروبية.

خلال القرنين الثامن عشر والتاسع عشر تأثرت معظم الدول في كل من أوروبا والأمريكيتين بإتجاهيين سياسيين، هما الديموقراطية ودعاوى التحرر الوطني. في 4 يوليو 1776، أعلنت المستعمرات الأمريكية التي كانت تابعة لبريطانيا العظمى إعلان الاستقلال وتكوين دولة جديد وهي الولايات المتحدة الأمريكية. وأعقب هذا الإعلان نشوب حرب ضد القوات البريطانية التي إنهزمت عام 1783، وأصبحت الولايات المتحدة جمهورية مستقلة. في فرنسا بدأت أحداث الثورة الفرنسية عام 1789 والتي أطاحت بالحكم الملكي. وفي عام 1792 أعلنت الجمهورية في فرنسا. وعندما تولى نابليون بونابرت الحكم تطلع إلى السيطرة على أوروبا بأكملها. ولكن الجيوش الأوروبية المتحالفة ضده أوقعت به الهزيمة عام 1815 وأنهت بذلك أحلام نابليون في حكم أوروبا. وفي عام 1880 كان لكل دول أوروبا تقريبًا دستور خاص بها. وأعلنت وحدة ألمانيا ووحدة إيطاليا وأصبحت كل منها دولة مستقلة. كما وظهرت دولًا جديدة في جنوب شرق أوروبا بعد الاستقلال من الدولة العثمانية.
في القرنين الثامن عشر والتاسع عشر إنتشرت الثورة الصناعية في كل من أوروبا الغربية وشمال شرق الولايات المتحدة الأمريكية. وظهرت المصانع الكبرى والضخمة لتحل محل الورش المنزلية والمصانع الصغيرة. وتحولت البلدات الصغيرة إلى مدن واسعة هاجر إليها الناس للبحث عن فرص العمل. وقد أدّت الثورة الصناعية إلى التوسع الإستعماري حتى تتمكن الدول الصناعية من الحصول على ما تحتاجه من الموارد الطبيعية والمواد الخام اللازمة للصناعة، وقد قامت بالسيطرة على مناطق واسعة في كل من أفريقيا وجنوب شرق آسيا وجزر المحيط الهادي. وفي بداية القرن التاسع عشر نشبت حروب في دول أمريكا اللاتينية المستعمرة حتى تحررت هذه المستعمرات من الحكم الأوروبي.

### العالم في القرن العشرين

خريطة تبين امتداد الدول التي استعمرت أراضي دول أخرى من 1492 حتى 1974.

منذ عام 1900 حدثت تغييرات في العالم أسرع من أي وقت مضى، فقد إزداد تعداد سكان العالم من نحو 1.7 مليار نسمة في عام 1900 إلى حوالي 5.7 مليار نسمة خلال فترة التسعينات من القرن العشرين. تفككت الإمبراطوريات الإستعمارية الكبرى التي كانت معروفة في القرن التاسع عشر حتى إختفت تمامًا، بعد أن تحررت المستعمرات وأصبحت دولًا مستقلة. وأعلن الروس الثورة البلشفية وأطاحوا بالقيصر نيقولا الثاني إمبراطور روسيا وعائلته وأعلنت حكومة شيوعية في موسكو.
في النصف الأول من القرن العشرين، نشبت الحرب العالمية الأولى (1914-1918) ثم الحرب العالمية الثانية (1939-1945). وكان السبب الرئيسي لنشوب الحرب العالمية الأولى هو التنافس بين الدول الأوروبية من أجل الحصول على المزيد من المستعمرات والتطلّع إلى السيطرة الاقتصادية، فنشبت هذه الحرب بين دول الحلفاء وهي فرنسا، والإمبراطورية الروسية، ومملكة إيطاليا، والمملكة المتحدة والولايات المتحدة التي إنضمت إليهم أخيرًا. وبين دول المركز وهي الإمبراطورية الألمانية والإمبراطورية النمساوية المجرية والدولة العثمانية ومملكة بلغاريا. وقد إنتصرت قوات الحلفاء في هذه الحرب، وتم نزع السلاح من ألمانيا وأخذت منها بعض الأقاليم والأراضي التي كانت تحكمها، وألتزمت أيضًا بدفع التعويضات. التطهير العرقي الذي قامت به الدولة العثمانية ضد الأرمن بما في ذلك الترحيل الجماعي والإعدام خلال السنوات الأخيرة من الدولة العثمانية يعتبر أولى الإبادات الجماعية في القرن العشرين.
في عام 1932 أستولى أدولف هتلر على الحكم بعد أن وعد بإعادة إحياء ألمانيا وإنهاضها من كبوتها. وبعد أن إستولت ألمانيا النازية على كل من تشيكوسلوفاكيا والنمسا قامت بغزو بولندا في عام 1939، فأعلنت الحرب العالمية الثانية والتي إشتركت فيها دول المحور وهي ألمانيا النازية والإمبراطورية اليابانية ومملكة إيطاليا ضد دول الحلفاء وهي فرنسا، والاتحاد السوفييتي، وكندا، والصين، والمملكة المتحدة والولايات المتحدة الأمريكية التي إنضمت إليهم فيما بعد. وإنتهت الحرب بإستسلام ألمانيا في مايو 1945، وإستسلام اليابان في سبتمبر من نفس العالم، بعد أن ألقت الولايات المتحدة الأمريكية قنبلتين ذريتين على مدينتين هيروشيما وناغازاكي. وكانت خسائر الحرب العالمية الثانية أكثر فداحة من خسائر الحرب العالمية الأولى وقد تم إبادة ستة مليون يهودي في أوروبا وتعرضت معظم بلدان أوروبا إلى الخراب والتدمير. وكان من نتائج الحرب أن أصبحت كل من الولايات المتحدة والاتحاد السوفييتي القوتين العظمتين في العالم. وأنشئت هيئة الأمم المتحدة لتسوية المنازعات والخلافات السياسية بين الدول. في أعقاب الحرب العالمية الثانية إنتشرت الشيوعية في العديد من دول أوروبا الشرقية، حيث أصبحت حكوماتها تحت السيطرة الشيوعية السوفييتية.

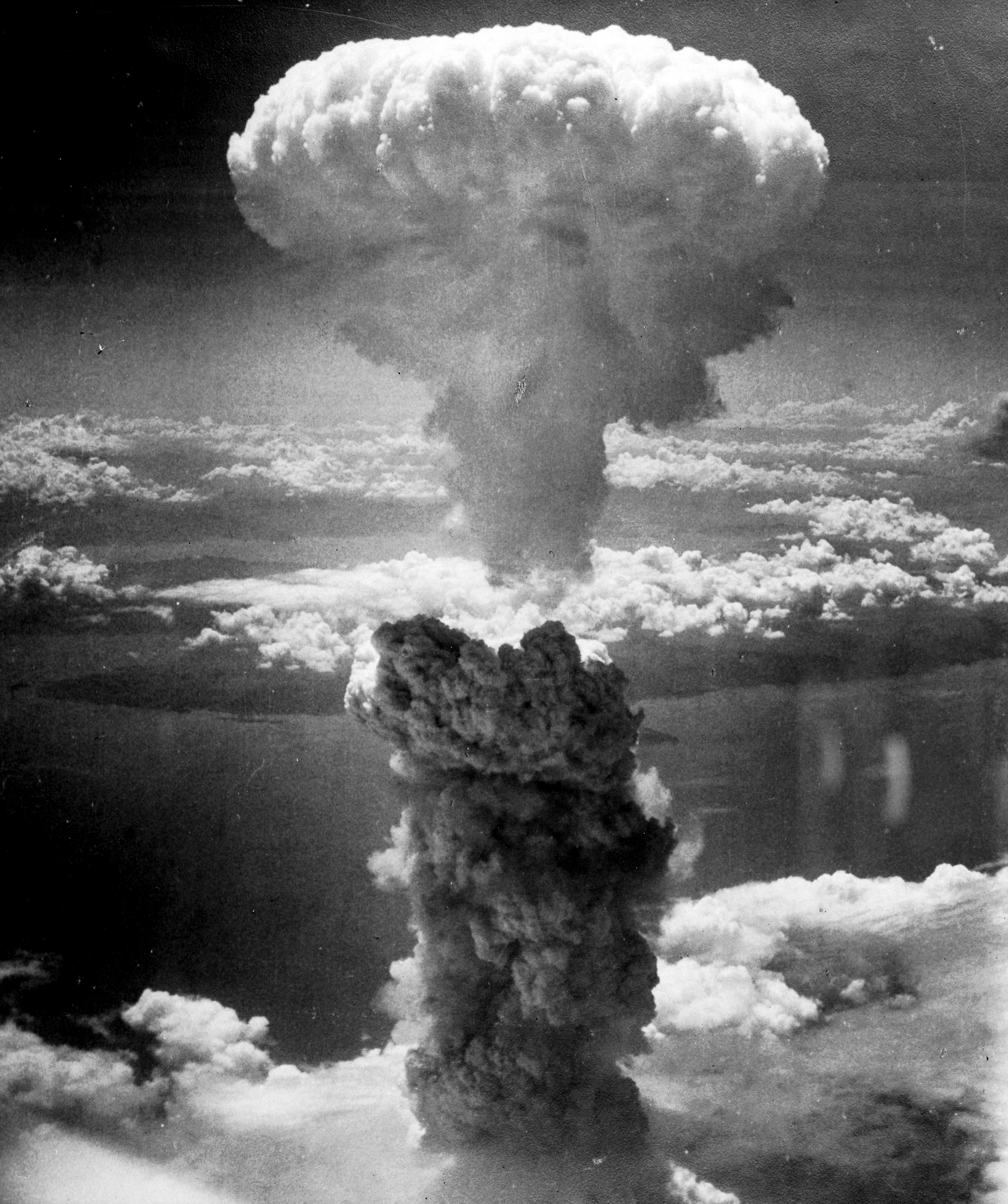
سحابة مشروم بارتفاع 18 كم ناتجة عن الانفجار النووي على مدينة ناغازاكي باليابان بتاريخ 9 أغسطس 1945.

في سنة 1948 أعلن قيام دولة إسرائيل والتي كانت فاتحة لواحد من أبزر الصراعات في العالم وهي الصراع العربي الإسرائيلي. نكسة 1967 تعد حرب 1967 الحرب الثالثة ضمن سلسلة الصراع العربي الإسرائيلي، هي حرب نشبت بين إسرائيل وكل من مصر وسوريا والأردن عام 1967، انتهت بانتصار إسرائيل واستيلائها على قطاع غزة والضفة الغربية وسيناء وهضبة الجولان. بعد حرب 1973 بين مصر وسوريا من جهة وإسرائيل بمساعدة أمريكا والغرب من جهة أخرى استطاع العرب أن يحققوا نصر عسكري على إسرائيل ساهم في إعادة شبه جزيرة سيناء إلى السيادة المصرية من جديد فيما بعد.
امتدت الشيوعية إلى حكومة الصين. ثم نشبت الحرب الكورية عندما قامت كوريا الشمالية ذات النظام الشيوعي بغزو كوريا الجنوبية عام 1950. وبعد ذلك نشبت الحرب الفييتنامية سنة 1957 وانتهت بانتصار الحكومة الشيوعية عام 1975. في أواخر القرن العشرين تحولت أمريكا الجنوبية خلال الحرب الباردة إلى ساحة معركة. تم الإطاحة ببعض الحكومات المنتخبة ديمقراطيًا في الأرجنتين والبرازيل وشيلي وأوروغواي وباراغواي وحلت محلهم ديكتاتوريات عسكرية في عقد الستينات والسبعينات. ولتقييد نشاط المعارضة اعتقل عشرات الآلاف واكتظت المعتقلات بالسجناء السياسيين، وتعرض كثير منهم للتعذيب والقتل. كما بدأت السياسات الاقتصادية تتحول إلى النيوليبرالية. وبين الثمانينات التسعينات عانت بيرو من صراع داخلي، وخاضت الأرجنتين وبريطانيا حرب الفوكلاند عام 1982.
في الفترة ما بين عامي 1950-1980 حصلت معظم المستعمرات الأفريقية على إستقلالها وحريتها. كما وإنتشر عدم الإستقرار السياسي بين الدول الأفريقية نتيجة للصراع والحروب التي إشتعلت بين الدول الجديدة. وظهر في أفريقيا الجنوبية نظام الفصل العنصري الذي حكمت من خلاله الأقلية البيضاء في جنوب أفريقيا من عام 1948 وحتى تم إلغاء النظام بين الأعوام 1990 - 1993 وأعقب ذلك انتخابات ديموقراطية عام 1994. هدف نظام الأبارتايد إلى خلق إطار قانوني يحافظ على الهيمنة الاقتصادية والسياسية للأقلية ذات الأصول الأوروبية. في أواخر الثمانينات ضعف الصراع بين الدول الشيوعية والدول غير الشيوعية، وسقط النظام الشيوعي في العديد من دول أوروبا الشرقية. وتفكك الاتحاد السوفييتي عام 1991 بعد سقوط جدار برلين.

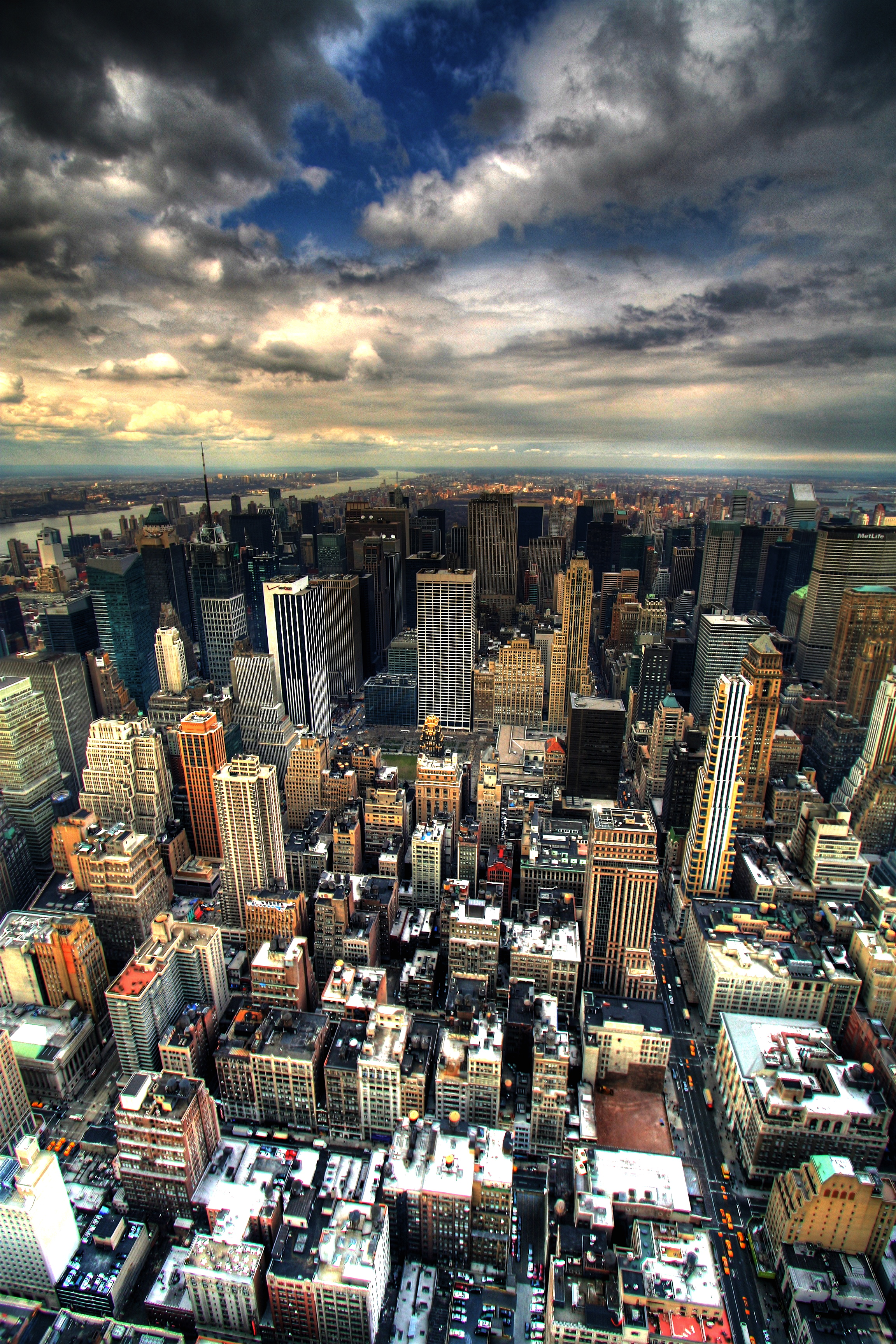
وسط مدينة نيويورك أحد أبرز معالم الحضارة الحديثة.

بدأ سباق الفضاء عندما أطلق الاتحاد السوفييتي أول قمر اصطناعي في العالم وهو سبوتنك-1 في 4 أكتوبر 1957م، ثم أكد الاتحاد السوفييتي سبقه عندما أطلق قمره الاصطناعي الثاني سبوتنك-2 في 3 نوفمبر 1957. سباق غزو الفضاء كانت منافسة لاستكشاف الفضاء بين الولايات المتحدة الأمريكية والاتحاد السوفيتي الذي دام تقريبًا من عام 1957 إلى 1975. تضمنت جهود استكشاف الفضاء الخارجي بإطلاق الأقمار الصناعية، إرسال البشر إلى الفضاء، وهبوط الإنسان على سطح القمر. أصبح غزو الفضاء جزءا هاماً من التنافس الأيديولوجي والتقني والثقافي أثناء الحرب الباردة. لذا أصبحت تكنولوجيا الفضاء مهمة جداً في هذا النزاع بسبب تطبيقاتها العسكرية المحتملة.

### العالم في القرن الحادي والعشرين
في عام 2011 وصل عدد سكان الأرض إلى حوالي سبعة مليارات نسمة. وقد أدّى ازدهار العلوم والتكنولوجيا إلى حدوث تغييرات واسعة في العالم منها سبر أغوار الفضاء والتقدّم في العلوم الطبية والتحسينات التي طرأت على أساليب الزراعة، الأمر الذي أدّى إلى زيادة المعارف بين البشر وإتاحة الفرص لحياة أفضل وأكثر صحًة وأطول عمرًا. كما أدى انتشار سبل ووسائل الاتصالات الإلكترونية على نطاق واسع إلى إمكانية تبادل الأفكار والمعلومات بين البشر في أسرع وأقل وقت ممكن.
إرتفع الطلب العالمي والتنافس على الموارد بسبب تزايد السكان والتصنيع، وخاصًة في الهند والصين والبرازيل. هذا الطلب المتزايد يسبب زيادة مستويات التدهور البيئي وتهديدًا متناميًا لظاهرة الاحتباس الحراري. وتعتبر أحداث 11 سبتمبر 2001 وهي مجموعة من الهجمات الإرهابية التي شهدتها الولايات المتحدة وغزو العراق من الأحداث العالميّة الأبرز في القرن الحادي والعشرين. وشهد القرن الحادي والعشرون استقلال تيمور الشرقية والجبل الأسود وجنوب السودان وكوسوفو. يذكر أن منطقة البلقان شهدت حرب البوسنة والهرسك اضطرابات ومذابح في أواخر القرن العشرين. كما شهدت منطقة الشرق الأوسط ثورات الربيع العربي وشهدت أوكرانيا ثورة عام 2014.

## دول العالم

.

تشغل الدول المستقلة ذات السيادة كل اليابسة على كوكب الأرض، عدا بعض الأجزاء في القارة القطبية الجنوبية. وفي عام 2014، كان هناك 206 دولة ذات سيادة مستقلة بما فيها مائة وثلاثة وتسعون دولة عضو في الأمم المتحدة تشغل اليابسة، وبالإضافة إلى ذلك، هناك 59 مقاطعة تابعة لدول وعدد من المناطق المستقلة ذات الحكم الذاتي وأراضي يختلف البشر على حكمها. يعيش معظم البشر في دول مستقلّة. ومن الناحية التاريخية، لم يحدث أن حُكمت الأرض من قبل حكومة واحدة مسيطرة على العالم بأسره على الرغم من نشوب العديد من الصراعات بين الدول من أجل السيطرة على العالم ولكن كل هذه المحاولات باءت بالفشل.
تعد الأمم المتحدة منظمة عالمية تعمل على فض النزاعات بين الدول وبالتالي تجنب نشوب صراعات مسلحة، ومع ذلك، فإنها لا تعتبر حكومة عالمية. وعلى الرغم من أن منظمة الأمم المتحدة تقدم وسيلة لتطبيق قانون دولي وبالرغم أنه أحيانًا ما تكون هناك موافقة بالإجماع من أعضائها على التدخل العسكري، فهي تعتبر في الأساس منتدى للدبلوماسية الدولية.
تعتبر روسيا أكبر الدول من حيث المساحة، حيث تبلغ مساحتها نحو 17,075,400 كيلو متر مربع، وتليها من حيث المساحة أربع دول وهي: كندا، والصين، والولايات المتحدة الأمريكية، والبرازيل. وتبلغ مساحة كل من هذه الدول أكثر من 7.8 مليون كيلو متر مربع. أمّا أصغر الدول المستقلة من حيث المساحة، فهي خمس دول وهي: سان مارينو، وتوفالو، وناورو، وموناكو والفاتيكان. وكل دولة من هذه الدول تشغل مساحة أقل من 65 كيلو مترًا مربعًا. وأصغر هذه الدول هي مدينة الفاتيكان والتي تشغل مساحة 0.4 كيلو مترًا مربعًا.
منذ بداية القرن السادس عشر، إستطاعت العديد من الدول الأوروبية إنشاء مستعمرات تابعة لها في أمريكا الشمالية، وأمريكا الجنوبية، وآسيا، وأفريقيا وأوقيانوسيا. وظلت الحدود التي أقامتها الدول الإستعماريّة حول مستعمراتها قائمة حتى تحول بعد تحول تلك المستعمرات السابقة إلى دول مستقلة. وقد أدّت الحرب العالمية الأولى والحرب العالمية الثانية، إلى حدوث تغييرات كثيرة في حدود بعض الدول الأوروبية. وفي خلال فترة الخمسينات وما بعدها، حصلت 45 مستعمرة أفريقيّة على الاستقلال وأصبحت دولاً مستقلة.

### تقسيمات دول العالم
يمكن تقسيم دول العالم إلى مجموعات أخرى، أي على أسس أخرى على سبيل المثال؛ يمكن تقسيمها إلى أساس إقليمي مثل دول الشرق الأوسط وأمريكا اللاتينية. وقد تعارف إطلاق اسم العالم القديم على الدول التي تقع في النصف الشرقي من الكرة الأرضية، وإطلاق العالم الجديد على الدول التي تقع في النصف الغربي من الكرة الأرضية.

### أنواع حكومات العالم

البلاد ذات اللون الأزرق تعتبر أنظمة ديموقراطية طبقا لتصنيف بيت الحرية لعام 2010.

تقريبًا كل الدول تصف حكوماتها بأنها حكومات «ديموقراطية». ولكن من الناحية العملية هناك دول ديموقراطية أكثر من غيرها. يقوم نظام الحكم الديموقراطي على حق الشعب في انتخاب نواب عنه يمارسون السلطة التشريعيّة التي تصدر القوانين التي تحكمهم. كما يحق للشعب إسقاط الحكام وإبعادهم عن السُلطة. وقد تتخذ الدول الديموقراطية شكل النظام الجمهوري أو الملكية الدستورية. في النظام الجمهوري يصبح رئيس الجمهورية على رأس الدولة ويشترك معه في الحكم مجموعة من الموظفين المنتخبين، ممن يقومون بإدارة شؤون الدولة. ويتولى إدارة الحكومة ورئاستها رئيس الوزراء. في كثير من الدول التي تصف نفسها بالديموقراطيّة تكون هناك حكومة مفوضة تتولى تصريف الأمور، ولا يمارس أفراد الشعب حريتهم أو حقهم في صنع القرار إلا في أضيق الحدود.

### النظم الاقتصادية في العالم
يقسّم الاقتصاديون الدول إلى دول صناعيّة ودول ناميّة. الدول الصناعية هي التي تباشر الإنتاج الصناعي المتنوع والضخم، وهي لهذا أكثر ثراءًا من الدول الناميّة التي تعتمد على الزراعة أساسًا وتباشر القليل من الصناعة.
كل دولة لها نظامها الاقتصادي في إدارة مواردها. وقد يكون هذا النظام شيوعيًا أو رأسماليًا أو نظامًا مختلطًا. ويقوم النظام الرأسمالي على المشروعات الحرّة، كما أن معظم الموارد في الاقتصاد الرأسمالي تكون مملوكة ملكية خاصة. ويقوم الأفراد والشركات الخاصة بالاختيار الحر لما ينتجونه أو يبيعونه، ويتمتعون بالحرية الكاملة في إنفاق مدخولهم. أمّا بالنسبة للنظام الشيوعي فهو يقوم على أساس ملكية الدولة لمعظم الموارد الاقتصادية، كما تلعب الدولة الدور الرئيسي في تحديد عمليات الإنتاج وتوجيهها، وتحديد أسعار البيع والسيطرة على عمليات توزيع الدخول. أمّا النظم الاقتصادية المختلطة، فتمتزج فيها سيطرة كل من الحكومة والقطاع الخاص على توجيه الأنشطة الاقتصادية. على سبيل المثال؛ فقد تمتلك الحكومة بعض الصناعات مثل البنوك، والسكك الحديدية، وصناعة الصلب، وتترك صناعات أخرى لملكيّة القطاع الخاص. وفي هذا السبيل قد تضع الحكومة بعض الخطط الاقتصادية، كما تسمح للقطاع الخاص بوضع خططه الاقتصادية الخاصة.

### اقتصاد العالم

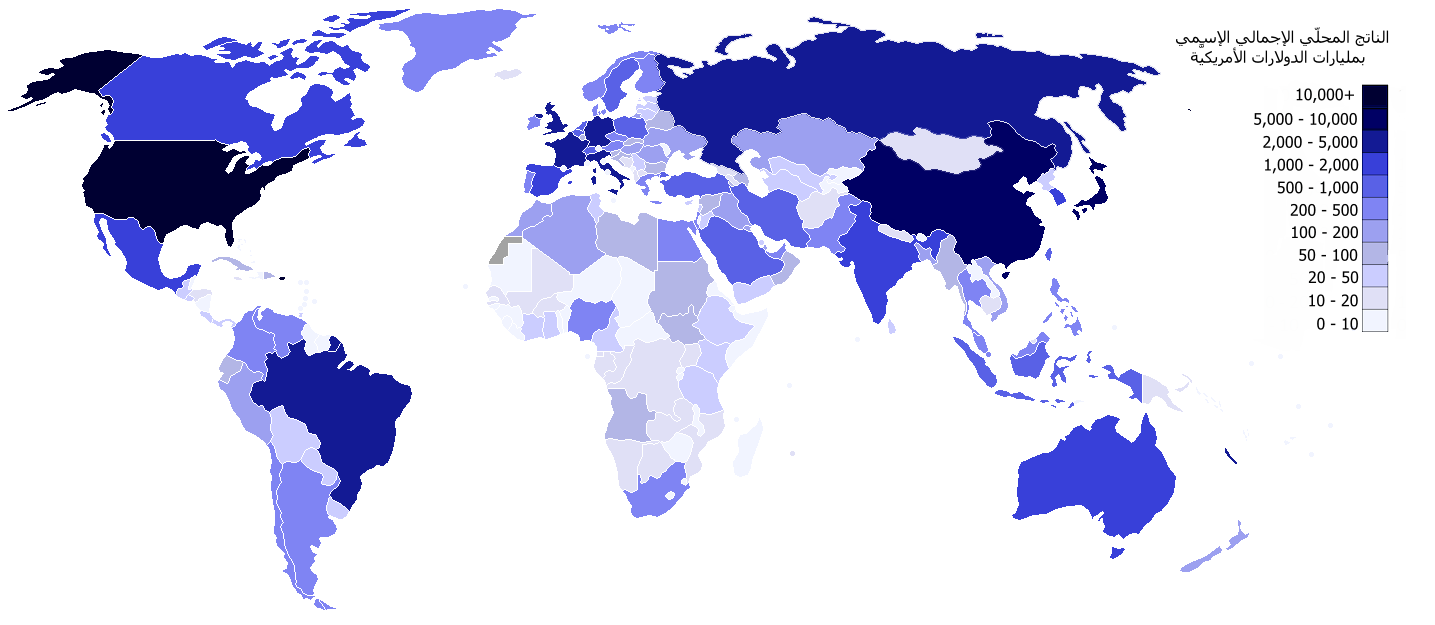
خارطة لِبُلدان العالم حسب الناتج المحلّي الإسمي بِمليارات الدولارات الأمريكيَّة. لعام 2012.

في عام 2005 سيطر على أدنى 10% من سكان العالم على 2.5% من الدخل الكلي في العالم، في حين أن أعلى 10% يسيطر على 28% من الدخل والثروة الكليّة في العالم. في عام 2013، سيطر كل من أفقر 3.5 مليار شخص وأغنى 85 شخص على 1% من ثروة العالم. ويمتلك أغنى 1% من سكان العالم 46% من ثروة العالم.
مجموعة العشرين هو منتدى تأسس سنة 1999 بسبب الأزمات المالية في التسعينات. يمثل هذا المنتدى ثلثي التجارة في العالم وأيضا يمثل أكثر من 90 بالمئة من الناتج العالمي الخام. يضم الدول الآتية: إيطاليا، وروسيا، وألمانيا، وفرنسا، وكندا، والمملكة المتحدة، والولايات المتحدة، واليابان، وجنوب أفريقيا، والسعودية، الأرجنتين، وأستراليا، والبرازيل، وكوريا الجنوبية، والهند، والصين، والمكسيك، وتركيا، وإندونيسيا والاتحاد الأوروبي.
من بين الدول التي تتربع على تتربع قائمة أكثر دول العالم تطورًّا في مجال التكنولوجيا والتقنية العالية هي فنلندا، واليابان، والولايات المتحدة، وإسرائيل، والسويد، وسويسرا، والدنمارك، وكوريا الجنوبية، وألمانيا وسنغافورة.
في سنة 2013 تصدرت قطر أثرى دول العالم تلاها لوكسمبورغ، وسنغافورة، وبروناي، والكويت، والنرويج، سان مارينو، وسويسرا والولايات المتحدة.
في عام 2013 وصل إجمالي الناتج المحلي في العالم 7.095 ترليون دولار أمريكي، و106.998 دولار أمريكي حسب تعادل القدرة الشرائية. في عام 2015 وصلت أعداد المليارديرات في العالم 1,862 شخص وملكوا 7.05 ترليون دولار أمريكي. في عام 2014 كان 5.4% من سكان العالم عاطلين عن العمل وتتراوح النسبة بين 4%-12% في العالم الأول و30% في الدول النامية. في عام 2013 كانت أكبر اقتصاديات العالم الولايات المتحدة، والصين، وألمانيا، وفرنسا، والمملكة المتحدة، والبرازيل، وروسيا، وإيطاليا والهند على التوالي.
كشف تقرير نشرته مؤسسة «نيو ورلد ويلث» سنة 2015 المتخصصة في أبحاث الثروة العالمية عن سيطرة المسيحيين على السواد الأعظم من الثروات العالمية، يليهم المسلمون والهندوس واليهود. وأوضح التقرير أن إجمالي الثروات التي يمتلكها المسيحيون تصل إلى 107.280 مليار دولار، ما يمثل أكثر من 55% من الثروات العالمية، يليهم المسلمون في المرتبة الثانية بإجمالي ثروة تُقدر بـ 11.335 مليار دولار (5.8%) ثم الهندوس بإجمالي ثروة تبلغ قيمتها 6.505 مليار دولار، بما يعادل نسبته 3.3%. وأشار التقرير إلى أن اليهود يمتلكون إجمالي ثروة تقدر بـ 2.079 مليار دولار (1.1%). وحوالي (67.832 مليار دولار، ما يعادل 34.8%) تقع في أيدي أفراد لا ينتمون لأي دين أو حتى في أيدي أشخاص يؤمنون بديانات أخرى.

### الهيئات الدولية
تعتمد معظم دول العالم على بعضها البعض بطريقة أو بأخرى وعلى أوسع نطاق ممكن، قد تتعاون الدول مع بعضها البعض في مجالات التجارة، والدفاع، والمساعدات الدوليّة، والمساعدات الفنية والتكنولوجية. وهناك عدد من المؤسسات والهيئات الدولية التي تتولى تنظيم التعاون بين دول العالم. أكبر هذه الهيئات هي منظمة الأمم المتحدة والتي تقع عليها مسؤلية تسوية النزاعات بين الدول وإقرار السلام.
كما أن هناك هيئات أخرى تتولى دعم وتشجيع التقدم الاقتصادي في الدول الأعضاء في هذه الهيئات مثل الاتحاد الأوروبي، ورابطة التجارة الحرة الأوروبية، ورابطة التجارة الحرة لبلدان أمريكا اللاتينية والسوق المشتركة لدول أمريكا الوسطى وغيرها من المنظمات.

## البشرية
| - أمريكا الشمالية - أمريكا الجنوبية - القارة القطبية الجنوبية | - أوروبا - أفريقيا | - آسيا - أوقيانوسيا |

تعتبر دراسة علم الخرائط والجغرافيا من بين العلوم التي تم تخصيصها على مر التاريخ لوصف الأرض. وقد ظهرت عمليات المسح (تحديد الأماكن والمسافات بينها) والملاحة (تحديد مواضع الأشياء واتجاهاتها) إلى جانب هذين العلمين ـ مما عمل على توفير معلومات دقيقة.
بلغ عدد سكان العالم في نوفمبر عام 2008 حوالي 6.740 مليار شخص.
وتوضح المؤشرات أن الكثافة السكانية العالمية ستصل عام 2013 إلى 7 مليارات، وفي عام 2050 سيرتفع هذا الرقم إلى 9.2 مليار. ومن المتوقع أن تكون معظم هذه الزيادة السكانية في الدول النامية. وتختلف الكثافة السكانية من مكان إلى آخر على مستوى العالم، ولكن تزداد بشكل ملحوظ في قارة آسيا. ومن المتوقع بحلول عام 2020 أن يعيش حوالي 60% من سكان العالم في المدن بدلاً من الأرياف.
علاوة على ذلك، من المحتمل أن تقل مساحة اليابسة إلى ثمن المساحة الحالية؛ أي لن يستطيع الإنسان أن يعيش إلا على هذه المساحة، ويرجع السبب في ذلك إلى أن ثلاثة أرباع سطح الأرض تغطيه المحيطات، بالإضافة إلى ذلك سيكون نصف اليابسة قد تحوّل إما إلى صحراء جدباء (14%)، والباقي سيظل عبارة عن مرتفعات وجبال (27%) أو تضاريس غير مناسبة ليعيش الإنسان عليها. أقصى المستعمرات البشرية شمالاً هي مدينة ألرت في جزيرة ألزماير في نونافات في كندا، (عند خط طول 82 درجة و28 دقيقة)، وأقصاها جنوبًا هو محطة أمندسن سكوت في القارة القطبية الجنوبية عند (90 درجة جنوبا).
كان أول إنسان يدور حول الأرض هو يوري غاغارين في 12 إبريل عام 1961. وفي عام 2004، قام 400 شخص بجولات إلى الفضاء الخارجي ثم عادوا أدراجهم إلى مدار الأرض، وقد وطأت أقدام 12 شخصًا منهم سطح القمر. أما الأشخاص الذين يعيشون في الفضاء لفترة طويلة فهم العاملين في محطة الفضاء الدولية، ويتم تبديل طاقم المحطة الفضائية الذي يتكون من ثلاثة أفراد كل ستة أشهر. كانت أطول رحلة قام بها الإنسان إلى الفضاء الخارجي عام 1970 عندما قطع طاقم سفينة الفضاء أبولو 13، الذي يتكون من ثلاثة أفراد، مسافة 400.171 كم بعيدًا عن سطح الأرض.

### توزيع البشر
سكان العالم ليسوا موزعين على الأرض بطريقة متساوية، بل هناك اختلاف كبير في الكثافة السكانيّة في المناطق المختلفة من العالم. مناطق العالم ذات الكثافة السكانية العاليّة تقع في أوروبا وجنوب آسيا وشرق آسيا. ومن المناطق السكانية العالية أيضًا أمريكا الشمالية خصوصًا في المناطق الشمالية الشرقية والمناطق الوسطى والمناطق الواقعة على سواحل المحيط الهادئ في الغرب. لا توجد مناطق ذات كثافة سكانيّة عالية في كل من أفريقيا وأوقيانوسيا وأمريكا الجنوبية، إلاّ في المناطق المأهولة الواقعة بالقرب من سواحل هذه القارات، وتقل الكثافة السكانيّة كثيرًا في المناطق الداخلية بتلك القارات.
كما توجد مناطق أخرى مثل القارة القطبية الجنوبية والمناطق الصحراوية ببعض القارات الأخرى تكاد أن تكون خالية من السكان الذين يعيشون فيها بصورة مستديمة.

### السكان بحسب القارات
| القارة                  | كثافة (نسمة/كم2) | عدد السكان (مليون، تقديرات 2013) | الدولة الأكثر اكتظاظا بالسكان                     | المدينة الأكثر اكتظاظا بالسكان                                  |
| ----------------------- | ---------------- | -------------------------------- | ------------------------------------------------- | --------------------------------------------------------------- |
| آسيا                    | 96.4             | 4,298                            | الصين (1,361,000,000)                             | طوكيو (35,676,000)                                              |
| أفريقيا                 | 36.7             | 1,111                            | نيجيريا (178,517,000)                             | لاغوس (21,000,000)                                              |
| أوروبا                  | 72.9             | 742                              | روسيا (143,700,000; · حوالي. 110 مليون في أوروبا) | موسكو (14,837,510)                                              |
| أمريكا الشمالية         | 22.9             | 565                              | الولايات المتحدة (317,996,000)                    | مدينة مكسيكو/متروبوليتان مدينة مكسيكو (8,851,080 / 21,163,226)  |
| أمريكا الجنوبية         | 22.8             | 407                              | البرازيل (201,032,714)                            | مدينة ساو باولو/متروبوليتان ساو باولو (11,316,149 / 27,640,577) |
| أوقيانوسيا              | 4.5              | 38                               | أستراليا (23,475,992)                             | سيدني (4,757,083)                                               |
| القارة القطبية الجنوبية | 0.0003 (تختلف)   | 0.004 (غير دائم، يختلف)          | لا معلومات                                        | قاعدة ماك موردو (1,200) (غير دائم، يختلف)                       |

### النمو السكاني
يختلف معدل النمو والزيادة السكانيّة اختلافًا كبيرًا بين دولة وأخرى، يرتفع المعدل بين الدول النامية ارتفاعًا أكبر من معدل النمو السكاني في الدول الصناعية المتقدمة. على سبيل المثال يصل المعدل السنوي للنمو السكاني في أفريقيا 2.8% وهو أعلى معدل في العالم، وفي قارتي آسيا وأمريكا الجنوبية يصل المعدل السنوي للزيادة السكانيّة إلى 1.6%، ويصل في أوقيانوسيا إلى 1.3%، بالمقابل يصل في أمريكا الشمالية إلى 0.9% أما في أوروبا فيصل معدل الزيادة السكانية إلى 0.3% وهو أقل معدل سنوي في العالم كله.
أمّا الدول التي يسكنها أكبر عدد من السكان فهي الصين حيث يصل عدد سكانها إلى أكثر من 1.3 مليار نسمة، وتليها الهند بعدها في المرتبة، ثم الولايات المتحدة، ثم أندونيسيا، ثم البرازيل. وفي هذه الدول الخمس يعيش أقل من نصف سكان العالم.

### اللغات

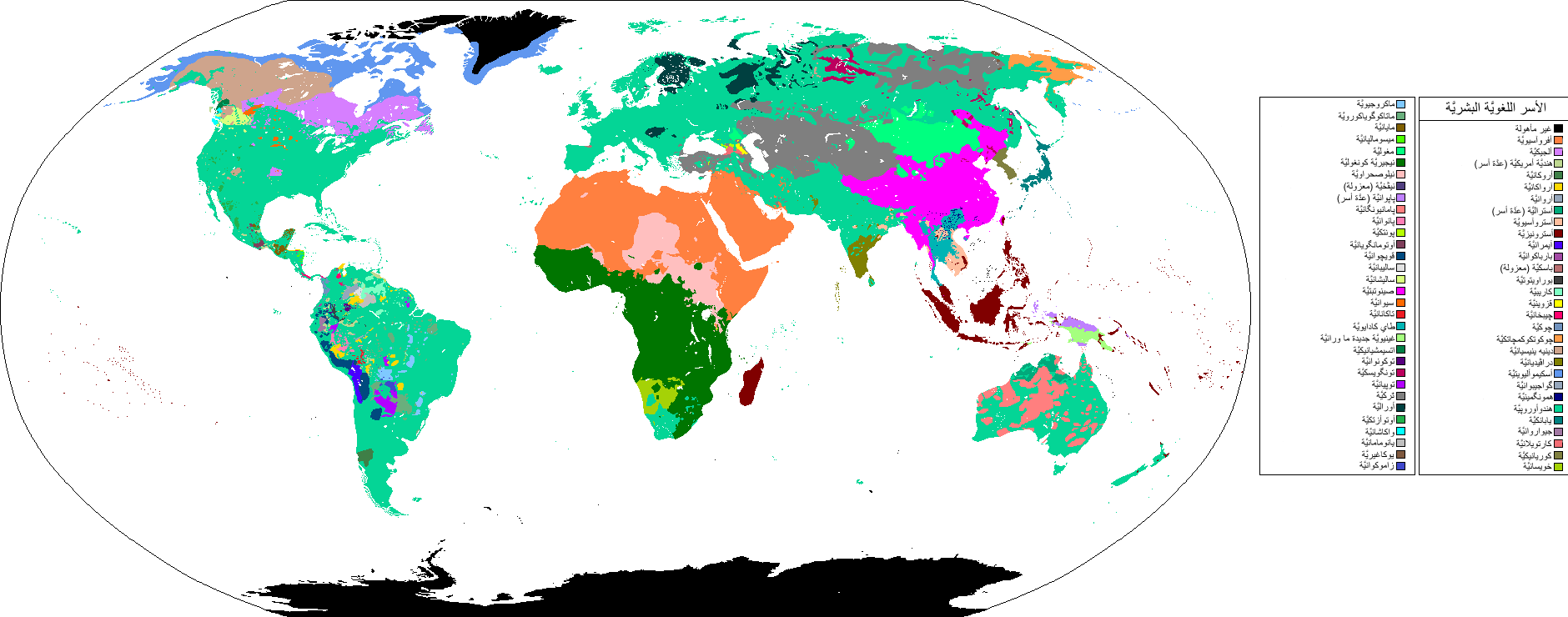
خارطة تُظهر توزُّع الأُسر اللُغويَّة البشريَّة الرئيسيَّة حول العالم.

يتكلم شعوب العالم حوالي 3,000 لغة منها 12 لغة فقط يتكلمها الناس على نطاق واسع. لا يوجد في العالم للغة رسمية إلاّ أن اللغة الإنجليزية تستخدم على نطاق واسع كلغة مشتركة. وتأتي اللغة الصينية الماندارينيّة في المرتبة الأولى باعتبار 12.44% من سكان العالم يتحدثها كلغة أم. يتحدث اللغة الإسبانية من قبل حوالي بين 322-400 مليون شخص يتحدثون الإسبانية بوصفها اللغة الأم، وهي اللغة الرسمية والشعبية في إسبانيا وأغلبية بلدان أمريكا الجنوبية. ويتحدث اللغة العربية نحو 280 مليون نسمة. في حين يتحدث اللغة الهندية نحو 200 مليون، معظمهم في الهند. ويتحدث اللغة البنغالية نحو 230 مليون شخص. كما ويتحدث اللغة البرتغالية نحو 230 مليون المتحدثين في البرتغال، البرازيل، تيمور الشرقية، وموزمبيق.
هناك العديد من اللغات أخرى، لكن تقسم لغات العالم إلى تسع عائلات رئيسية:
- لغات هندية أوروبية (46%): تنتشر في أوروبا وغرب آسيا وجنوب آسيا وشمال آسيا، وأمريكا الشمالية، وأمريكا الجنوبية، وأوقيانوسيا.
- لغات صينية تبتية (21%): تنتشر في شرق آسيا.
- لغات نيجرية كنغوية (6.4%): تنتشر في أفريقيا جنوب الصحراء.
- لغات أفريقية آسيوية (6.0%): تنتشر في شمال أفريقيا، والقرن الأفريقي، وغرب آسيا.
- لغات أسترونيزية (5.9%): مدغشقر، وجزر جنوب شرق آسيا، وفي جزر المحيط الهادئ.
- لغات درافيدية (3.7%): تنتشر في جنوب آسيا.
- لغات ألطية (2.3%): هي مجموعة لغات تضم ثلاث أسر لغوية وهي: اللغات التركية واللغات المنغولية واللغات المنشورية التنغوسية. ويختلف العلماء على لغتين: اليابانية والكورية.[61]
- لغات أسترو آسيوية (1.7%): إحدى أسر اللغات الكبرى في منطقة جنوب شرق آسيا والهند وبنغلاديش.
- لغات تاي كاداي (1.3%): تنتشر في جنوب شرق آسيا.

وهناك أيضا مئات من لغات الإشارة غير اللفظية.

### الأديان

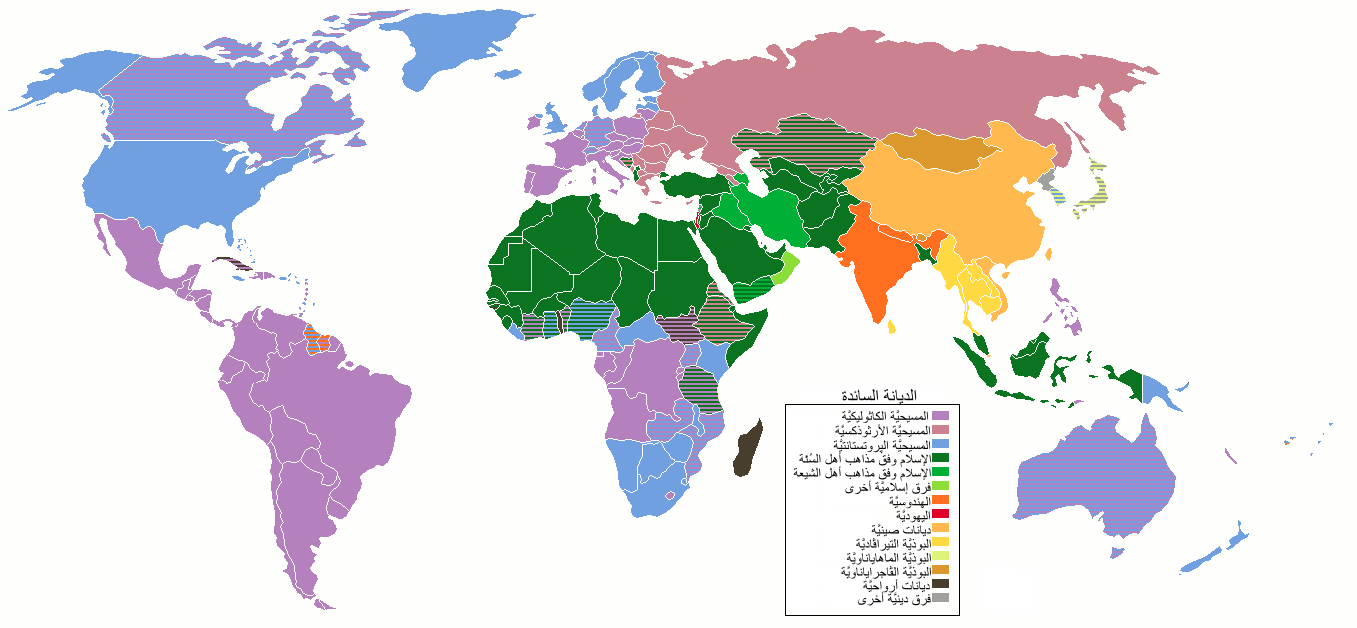
خارطة تُظهرُ توزّع الديانات الرئيسيَّة حول العالم.

هناك آلاف من الأديان والعقائد الدينية التي يعتنقها العالم، لكن هناك ثمانية من الأديان الرئيسية الكبر التي يعد معتنقوها بالملايين. وفقاً لمركز بيو للأبحاث في عام 2012 تأتي المسيحية في المرتبة الأولى، حيث يزيد عدد معتنقيها على 2.2 مليار نسمة، ويأتي الإسلام في المرتبة الثانية، حيث يصل عدد المسلمين إلى نحو 1.6 مليار، ثم أتباع اللادينية والإلحاد مع 1.1 مليار نسمة، تليها الهندوسية مع مليار نسمة، من ثم البوذية (480 مليون)، والأديان والعقائد التقليدية، والسيخية (28 مليون) والديانة اليهودية (14 مليون).
كذلك يختلف التوزيع الجغرافي لمختلف المجموعات الدينية:
- مسيحيون: ينتشر المسيحيون في جميع القارات والدول ولا توجد دولة في العالم لا تحوي على المسيحيين؛ المسيحية هي الديانة السائدة في أمريكا الشمالية (77.4%) وكذلك في الكاريبي (87.32%)، أمريكا الوسطى والجنوبية (93%) إضافة إلى وسط أفريقيا وجنوب أفريقيا (62.7%)، إلى جانب أوروبا (76.2%) وأوقيانوسيا (73.3%)؛ في حين تعتبر الفيليبين الثقل الأساسي للمسيحية في آسيا، القارة الوحيدة التي لا يشكل المسيحيون أغلب سكانها مع وجود مناطق شاسعة كالفيلبين وروسيا والقوقاز ذات غالبية مسيحية، كما يوجد في آسيا الوسطى والشرق الأوسط والشرق الأقصى تجمعات كبيرة للمسيحيين.[62] وعلى الرغم من أن المسيحيين يمثلون ثلث سكان العالم، إلا أنهم يشكلون أغلبية سكان 120 دولة و38 كيان ذي حكم ذاتي، أي ما نسبته ثلثي دول العالم وكياناته.[62]
- مسلمون: تبين أن حوالي 50 دولة في العالم يُشكل المسلمون أغلبية سكانها، وأن العرب يشكلون 20% من مسلمي العالم. يعيش أغلب المسلمين في قارتيّ أفريقيا وآسيا، وحوالي 62% منهم يسكن القارة الأخيرة، حيث تأوي إندونيسيا وباكستان والهند وبنغلاديش ما يزيد عن 683 مليون مسلم. وفي الشرق الأوسط، تُعتبر تركيا وإيران أكبر دولتين غير عربيتين يُشكل المسلمون أغلب سكانها؛ أما في أفريقيا فإن مصر ونيجيريا هي أكبر الدول الإسلامية.
- ملحدون ولادينيين: وفقًا لدراسة قام بها معهد بيو سنة 2011؛ وجدت أنّ ستة دول ذات أغلبية لادينية وهي: جمهورية التشيك، كوريا الشمالية، إستونيا، اليابان، هونغ كونغ والصين. يسكن حوالي 76.2% من الملحدين واللادينيين في العالم في آسيا و12% منهم في أوروبا. تأوي الصين وحدها 62.2% من ملحدين العالم.
- هندوس: وفقًا لدراسة قام بها معهد بيو سنة 2011؛ وجدت أنّ ثلاثة دول ذات أغلبية هندوسية وهي: النيبال والهند وموريشيوس، يسكن الأغلبية الساحقة (99.3%) من هندوس العالم في القارة الآسيويّة، وتأوي الهند 94.3% من هندوس العالم.
- بوذيون: وفقًا لدراسة قام بها معهد بيو سنة 2011؛ وجدت أنّ سبعة دول ذات أغلبية بوذية وهي: كمبوديا، تايلند، بورما، بوتان، سريلانكا، لاوس ومنغوليا. الأغلبيّة الساحقة من بوذيين العالم تسكن في قارة آسيا (98.7%) حيث يشكلون 11.9% من مجمل سكان القارة.
- أديان طبيعية: يتواجد أغلب أتباع الأديان الطبيعية والتقليدية في قارة آسيا (90.1%) وتأوي الصين 72.6% من أتباع هذه الأديان.
- السيخ: يشكل السيخ الغالبية السكانية في ولاية البنجاب الهندية علمًا أنها ولاية غير مستقلة وتتبع الهند.
- يهود: منذ منتصف القرن العشرين يتركز اليهود في إسرائيل وأمريكا الشمالية مع وجود جاليات أصغر في أوروبا، أمريكا الجنوبية وإيران. تعتبر إسرائيل وهي الدولة القوميّة اليهودية، الدولة الوحيدة على الأرض التي يشكّل اليهود فيها الغالبية العظمى من المواطنين.

### الأوضاع الاقتصادية والاجتماعية
على مدى السنين استطاع الإنسان أن يتقوم بتوفير أهم حاجياته الأساسية. ومع ذلك، ما زالت هناك العديد من المشكلات الصعبة تواجه العديد من سكان العالم، هناك الملايين ممن يعانون من قلة الطعام والغذاء المناسب، ويعانون مشاكل أخرى تتمثل في الملبس والمأوى والعلاج الطبي والتعليم. كذلك الحال في الدول الصناعية الكبرى حيث يعاني كثير من سكانها من مشاكل البطالة والتمييز العنصري. بالإضافة إلى ذلك كله ظهرت مشكلات جديد نجمت مما يعانيه العالم من زيادة أسباب تلوث البيئة.
على مستوى التعليم حوالي 4.4% من الناتج المحلي الإجمالي في العالم يُنفق على التعليم (2007). بين إجمالي عدد السكان حوالي 83.7% من سكان العام فوق سن ال 15 يستطيعون القراءة والكتابة، 88.3% من الذكور و79.2% من الإناث. بالمقابل أكثر من ثلثي ال 793 مليون من البالغين الأميين في العالم يتواجدون في ثمانية بلدان فقط (بنغلاديش، الصين، مصر، وإثيوبيا، والهند، وإندونيسيا، ونيجيريا، وباكستان). اعتبارًا من عام 2008، السنوات المدرسية المتوقعة في العالم (من الابتدائي إلى التعليم العالي) للرجل أو الامرأة هو 11 عامًا.
من بين الدول الأوائل التي تتربع على قائمة الدول العشرة الأكثر تعليمًا في العالم من حيث نسبة السكان الحاصلين على شهادة جامعية والتي أعدتها منظمة التعاون والتنمية الاقتصادية هي كندا، وإسرائيل، واليابان، والولايات المتحدة، ونيوزيلندا، وكوريا الجنوبية، والمملكة المتحدة، وفنلندا، وأستراليا وجمهورية أيرلندا.

## تقسيم الحضارات

### صامويل هنتنجتون

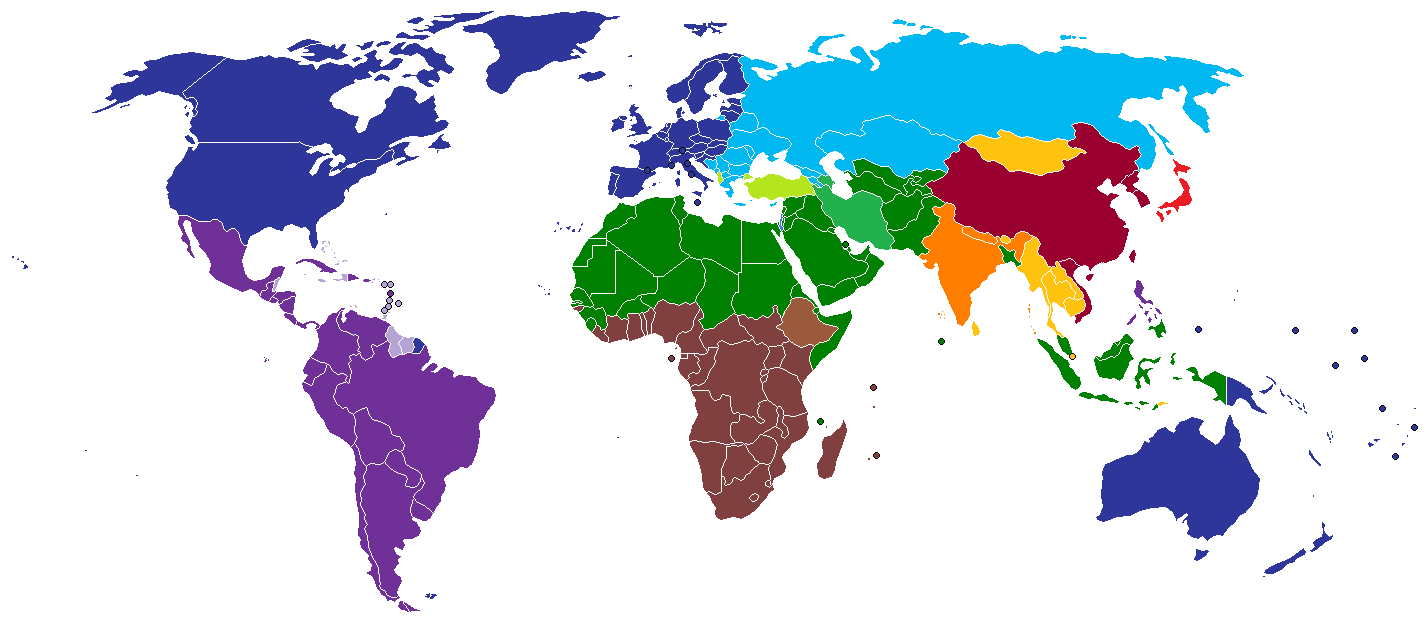
تقسيم الحضارة وفقًا لصمويل هنتنغتون
الحضارة الغربية ذات خلفية كاثوليكية - بروتستانتية
الحضارة الأمريكية اللاتينية
الحضارة اليابانية
الحضارة الصينية
الحضارة الهندية
الحضارة الإسلامية
الحضارة المسيحية الأرثوذكسية
الحضارة الأفريقية
الحضارة البوذية

قسّم أستاذ العلوم السياسية صامويل هنتنجتون حضارات العالم الحالية إلى تسعة مناطق نفوذ ثقافي وهي:
- الحضارة الغربية ذات الخلفية الثقافية المسيحية الغربية بشكليها الكاثوليكية-البروتستانتية، تمتد هذه الحضارة من أوروبا الغربية إلى دول البلطيق، وأنغلو-أمريكا، وأستراليا، ونيوزيلاندا. تقوم هذه الحضارة على أساسين ومصدرين هما الحضارة اليونانية-الرومانية والمسيحية الغربية.[70][71][72][73] حيث تحدد الثقافة الغربيّة بأبعاد ثلاثة: الديانة المسيحية، القانون الروماني، والنزعة الإنسانية في الفلسفة اليونانية. والنتاج التاريخي والثقافي لكل من عصر النهضة والثورة الصناعية أعطى مقومات منفردة وخصوصية لهذه الحضارة.
- الحضارة الأمريكية اللاتينية تتشابه هذه الحضارة مع الحضارة الغربية كونها منطقة تستخدم فيها في المقام الأول[74][75] اللغات الرومانسية (أي، التي اشتقت من اللغة اللاتينية)- خصوصًا الأسبانية والبرتغالية، والفرنسية بنسب مختلفة وكون الرومانية الكاثوليكية هي الديانة المهيمنة فتسمى أيضًا بأمريكا اللاتينية. لكن لكونها منطقة فيها العديد من الأنساب والجماعات العرقية يجعلها ذلك منطقة فيها تنوعًا عرقيًا وثقافيًا مما يعطيها خصوصيّة ثقافية منفردة. وقد تعتبر المنطقة إما جزء من العالم الغربي أو حضارة متميزة بما فيه الكفاية أو مرتبطة بالغرب كونها تنحدر منها.[76]
- الحضارة اليابانية يدرج أغلب الباحثين الحضارة اليابانية كحضارة منفردة بسبب خصوصيّة الثقافة اليابانيّة. في حين يدرج أقلية من الباحثين الحضارة اليابانية كجزء من حضارة الشرق الأقصى.
- الحضارة الصينية يدرج أغلب الباحثين الحضارة الصينية كحضارة منفردة وذات خصوصية ثقافية مميزة. من جذور وأساسيات الحضارة الصينية هي الفلسفة الكنفشيوسية. تمتد حدود الحضارة الصينية من الصين إلى تايوان وشبة الجزيرة الكورية وسنغافورة وفيتنام.
- الحضارة الهندية هي الحضارة ذات الأساس الهندوسي وتمتد من الهند إلى النيبال وموريشيوس. تعتبر هذه الحضارة واحدة من أقدم الحضارات الإنسانيّة وهي مشبعة بالتقاليد والفلسفة والثقافة الهندوسية.
- الحضارة الإسلامية وهي الحضارة التي تمتد بين البلدان ذات الأغلبية المسلمة والتي ترتبط من الناحية التاريخية والحضارية والاجتماعية في الإسلام. تمتد هذه الحضارة بين منطقة الشرق الأوسط، وشمال أفريقيا، وآسيا الوسطى، وباكستان، وبنغلادش، وإندونيسيا وماليزيا. تنفرد هذه الحضارة بخصوصية ثقافية أساسها دين وتعاليم وتراث الإسلام. اللغات الأكثر انتشارًا في حدود هذه الحضارة اللغة العربية والفارسية والتركية واللغة الماليزية.
- الحضارة المسيحية الأرثوذكسية تمتد هذه الحضارة بين البلدان ذات الغالبية الأرثوذكسية والحضارة المسيحية الشرقية المشتركة والتي ترتبط من الناحية التاريخية والثقافية والاجتماعية والسياسية. تمتد الحضارة الأرثوذكسية من روسيا إلى أوكرانيا، والقوقاز، والبلقان، واليونان وقبرص. أساس ومركزية هذه الحضارة تراث الإمبراطورية البيزنطية والأرثوذكسية الشرقية. اللغات المنتشرة في هذه المنطقة الحضارية هي اللغات السلافية، واللغة الرومانية، واليونانية، والأرمنية والجورجية.
- الحضارة الأفريقية تمتد حدود هذه الحضارة إلى أفريقيا جنوب الصحراء. تتميز هذه الثقافة الأفريقية باستجابات معقدة تجاه الإستعمار والإمبريالية الأوروبية. بدءاً من أواخر التسعينات من القرن الماضي يحاول الأفارقة تأكيد هويتهم الخاصة. تشترك شعوب هذه الحضارة بذاكرة ثقافية خاصة.
- الحضارة البوذية تنتشر هذه الحضارة في عدد من دول الهند الصينية. حيث أن مركزية هذه الحضارة هي تعاليم وتراث بوذا والديانة البوذية ومذاهبها تيرافادا وهينايانا. تمتد حدود الحضارة البوذية في تايلندا، وكمبوديا، ولاوس، وبورما، وسريلانكا، وبوتان، ومنغوليا.
- بدلاً من الانتماء إلى واحدة من الحضارات «الرئيسية»، وصف صامويل هنتنجتون أن إثيوبيا وهايتي دول ذات حضارة «وحيدة ومتميزة». ويمكن اعتبار إسرائيل دولة فريدة من نوعها بسبب حضارتها الخاصة اليهودية، كما كتب هنتنغتون، لكن هذه الدولة تشبه إلى حد بعيد الغرب. ويعتقد هنتنغتون أيضاً أن منطقة البحر الكاريبي الناطقة باللغة الإنجليزية، والمستعمرات البريطانية السابقة في منطقة البحر الكاريبي، تٌشكل كياناً متميزاً.
- هناك أيضاً «البلدان المشقوقة» لأنها تحتوي على مجموعات كبيرة من الناس ذات حضارات منفصلة. ومن الأمثلة على ذلك أوكرانيا التي تنقسم بين القسم الغربي الذي يسيطر عليه الكاثوليك الشرقيين والشرق الذي يهيمن عليه الأرثوذكس الشرقيين، وغويانا الفرنسية التي تنتمي بين حضارة أمريكا اللاتينية والحضارة الغربية، وبنين وتشاد وكينيا ونيجيريا وتنزانيا وتوغو والتي تضم جميعها الشقوق بين الحضارة الإسلامية وحضارة أفريقيا جنوب الصحراء، وغيانا وسورينام (الشق بين الحضارة الهندوسية وأفريقيا جنوب الصحراء)، وسريلانكا (الشق بين الحضارة الهندوسية والبوذية)، والصين (الشقاق بين الحضارة الصينية والبوذية في حالة التبت، والحضارة الصينية والغربية في حالة هونغ كونغ وماكاو)، والفلبين (الشقاق بين الحضارة الإسلامية في حالة مينداناو، وباقي المناطق التي تنقسم بين الحضارة الصينية والغربية). وقد أدرج السودان أيضاً في قائمة «بلدان الشق» حيث تنقسم بين الحضارة الإسلامية وحضارة أفريقيا جنوب الصحراء. وأصبح هذا التقسيم انقساماً رسمياً في يوليو من عام 2011 بعد التصويت الساحق لإستقلال جنوب السودان في استفتاء يناير من عام 2011.

أمثلة من الحضارات
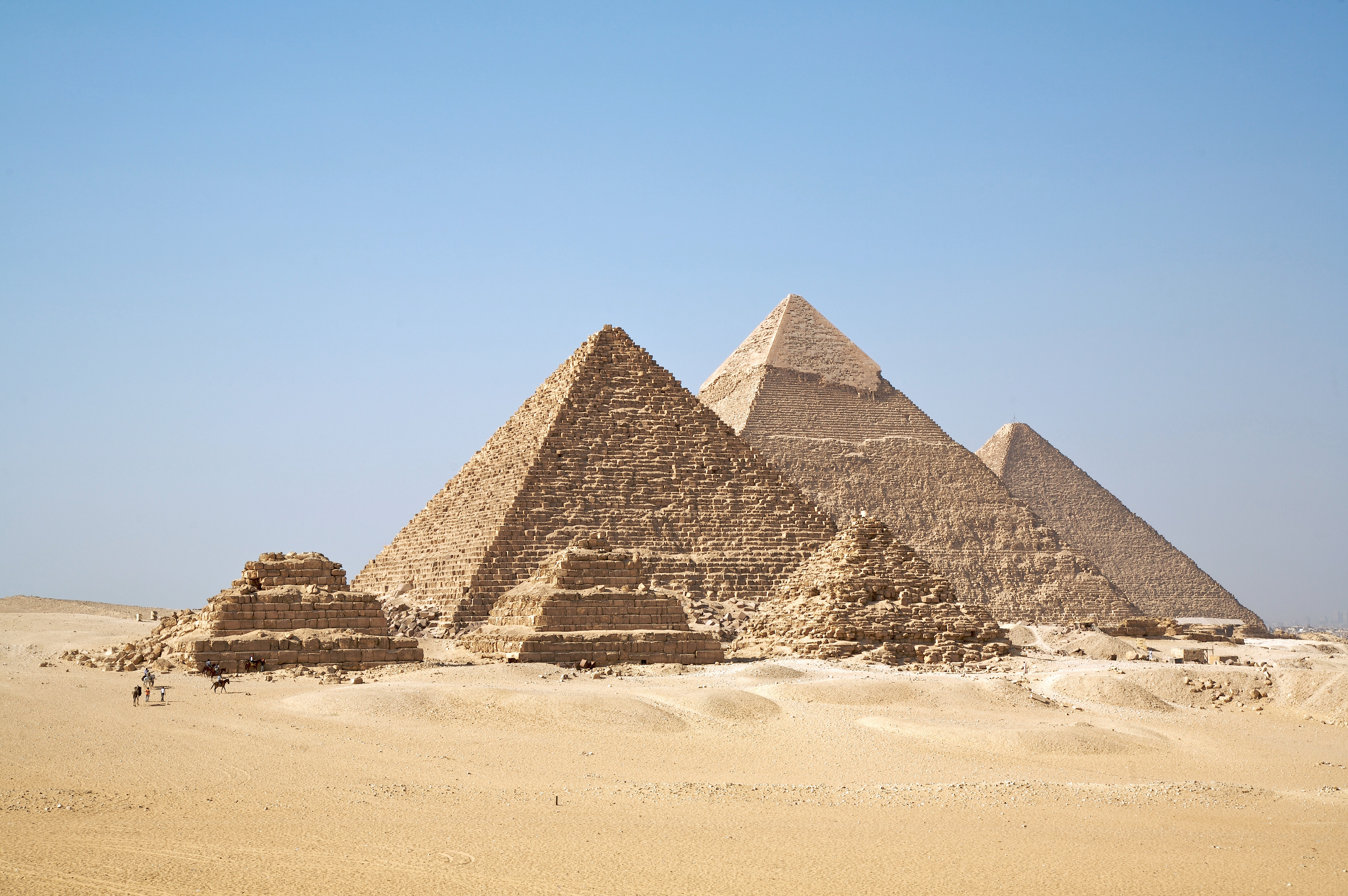
تُعد أهرامات الجيزة من أكثر رموز حضارة مصر القديمة تميزًا.
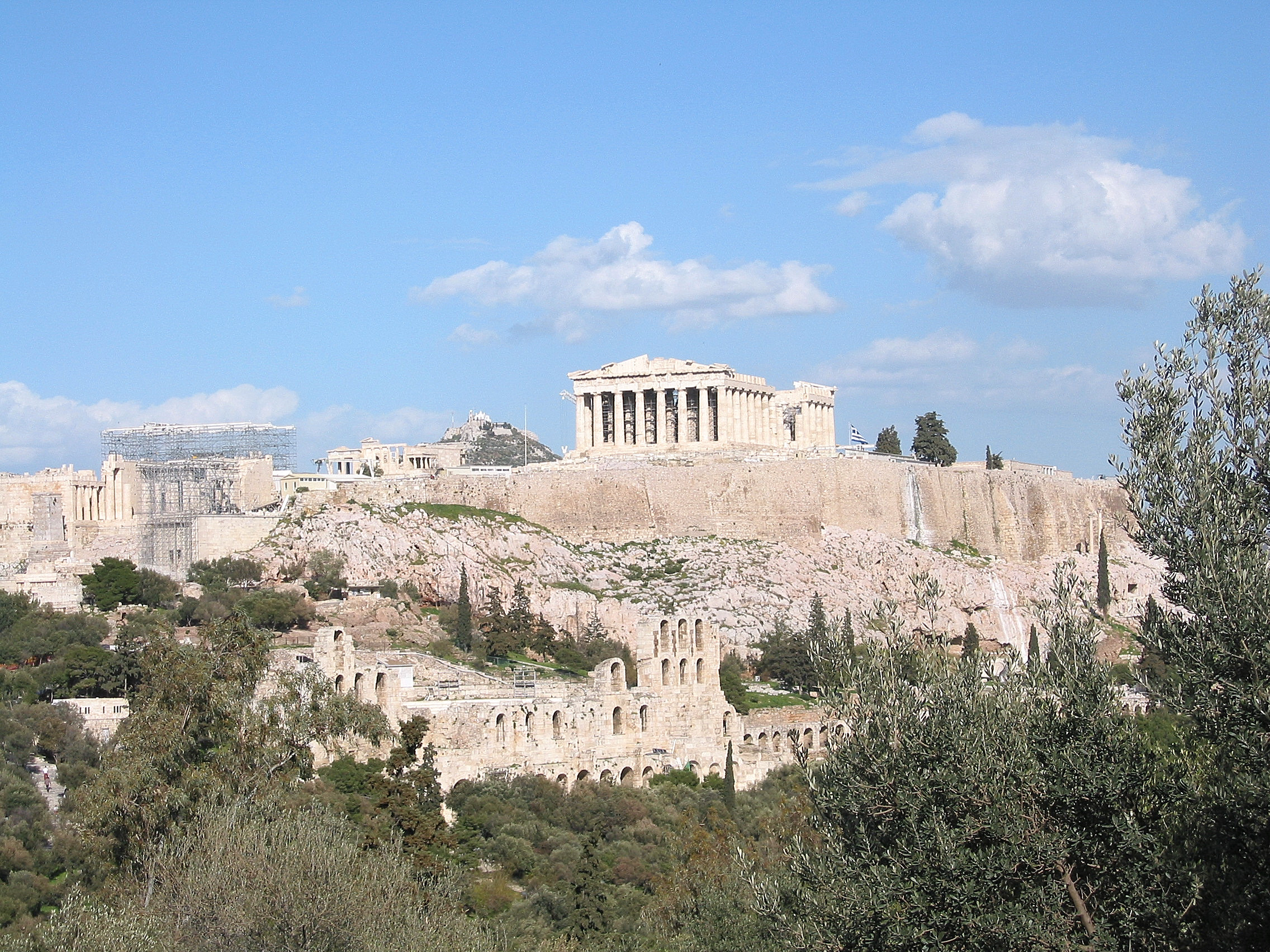
الأكروبوليس في اليونان كان له تأثير مباشر على العمارة والهندسة في الحضارات الغربية والإسلامية والشرقية حتى يومنا هذا، بعد 2400 عام من بنائه.
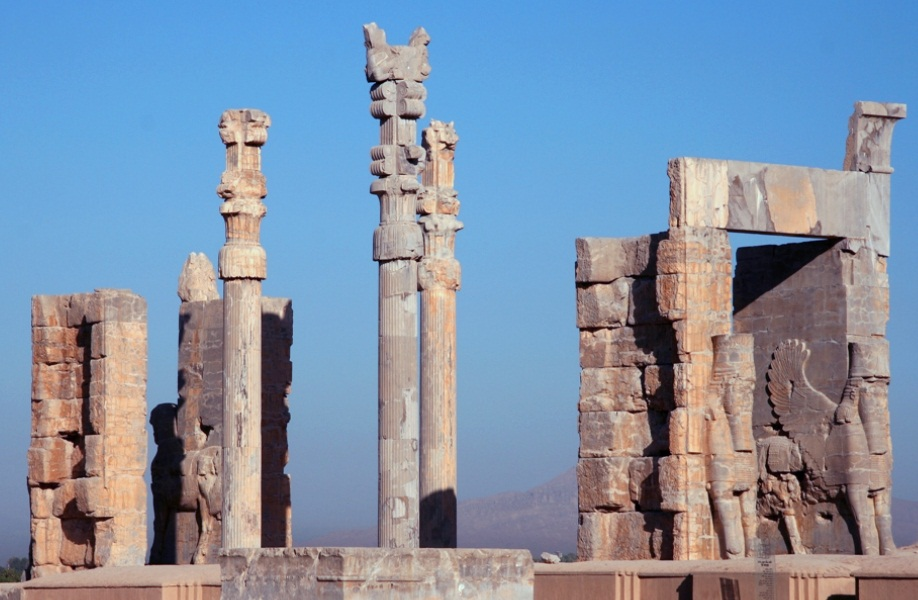
تخت جمشيد في إيران: صور لبوابة كل الأمم، المدخل الرئيسي لجميع ممثلي الأمم والدول الأخرى. يبدو أن تخت جمشيد كان مجمعًا احتفاليًا كبيرًا، وقد استخدم بشكل خاص للاحتفال بعيد النوروز، رأس السنة الفارسية الجديدة، في عام 515 قبل الميلاد.
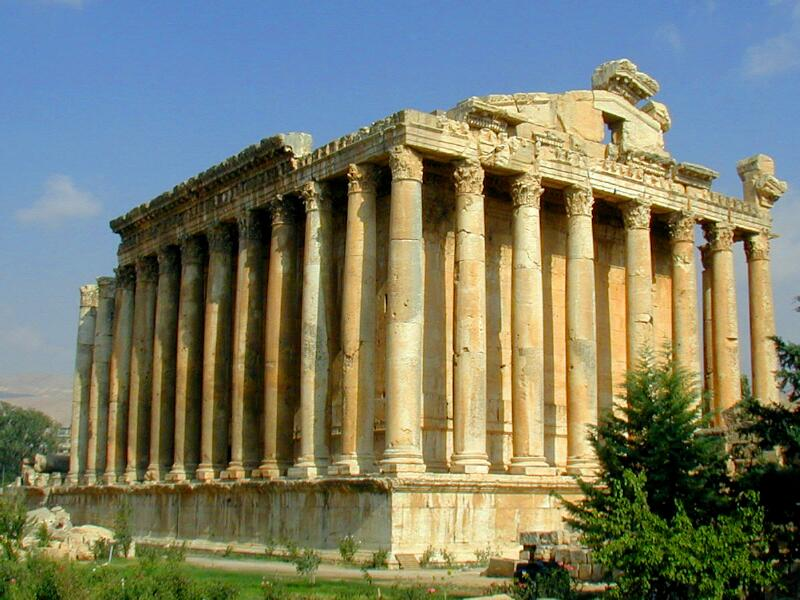
توضح لنا معابد بعلبك في لبنان الأساليب الدينية والمعمارية لبعض الحضارات الأكثر نفوذاً في العالم بما في ذلك الفينيقيون والبابليون والفرس واليونانيون والرومان والبيزنطيون والعرب.
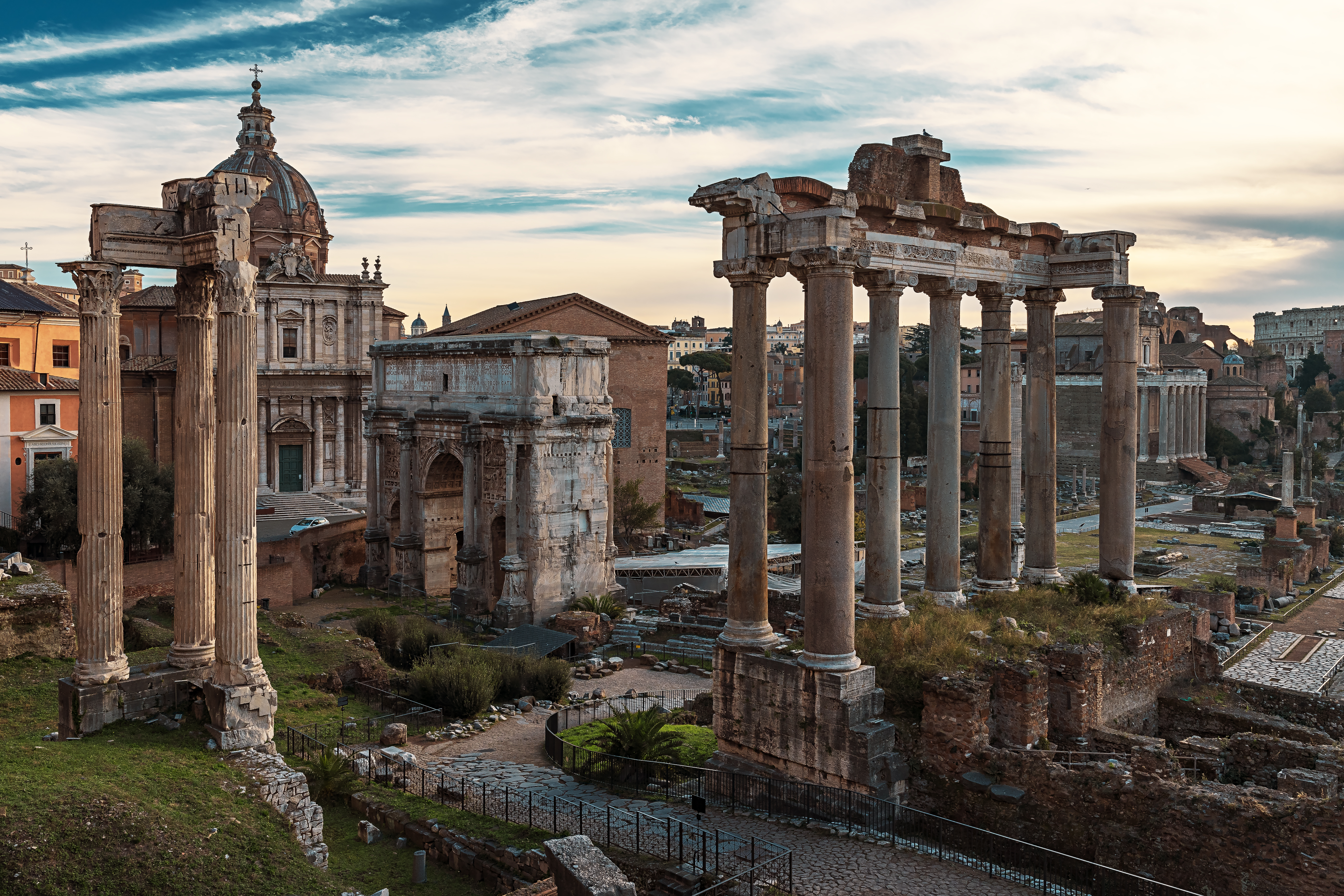
المنتدى الروماني في روما، إيطاليا، المركز السياسي والاقتصادي والثقافي والديني لحضارة روما القديمة، خلال عصر الجمهورية والإمبراطورية اللاحقة، ولا تزال أطلالها مرئية حتى اليوم في روما الحديثة.
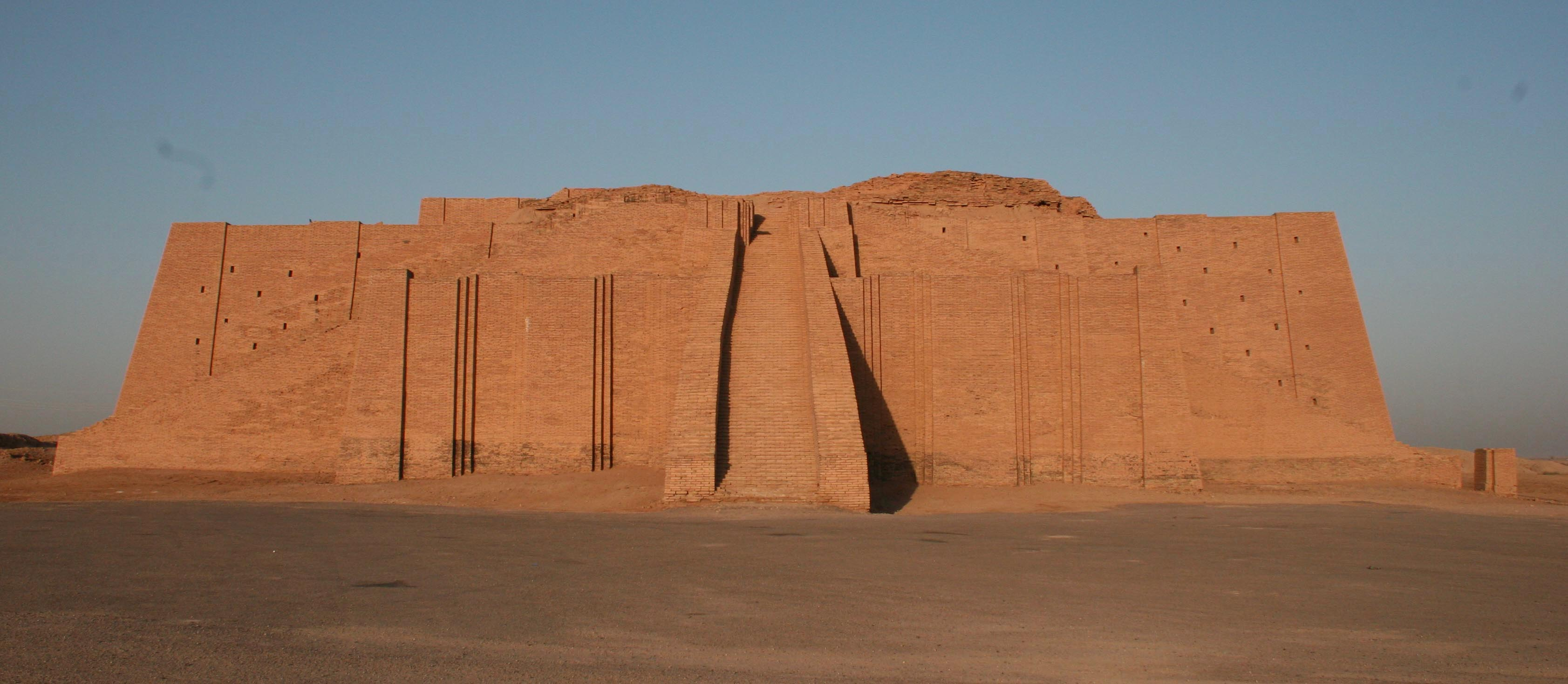
زقورة أور في العراق: الزقورات هي المعالم الأثرية لحضارة بلاد ما بين النهرين القديمة، والتي طورت المدن الحقيقية الأولى في العالم،[78] وأثرت على العديد من الممالك والإمبراطوريات في الشرق الأدنى والبحر الأبيض المتوسط في مجالات مثل الهندسة المعمارية والدين والتجارة والحرف اليدوية والكتابة والقانون والرياضيات.
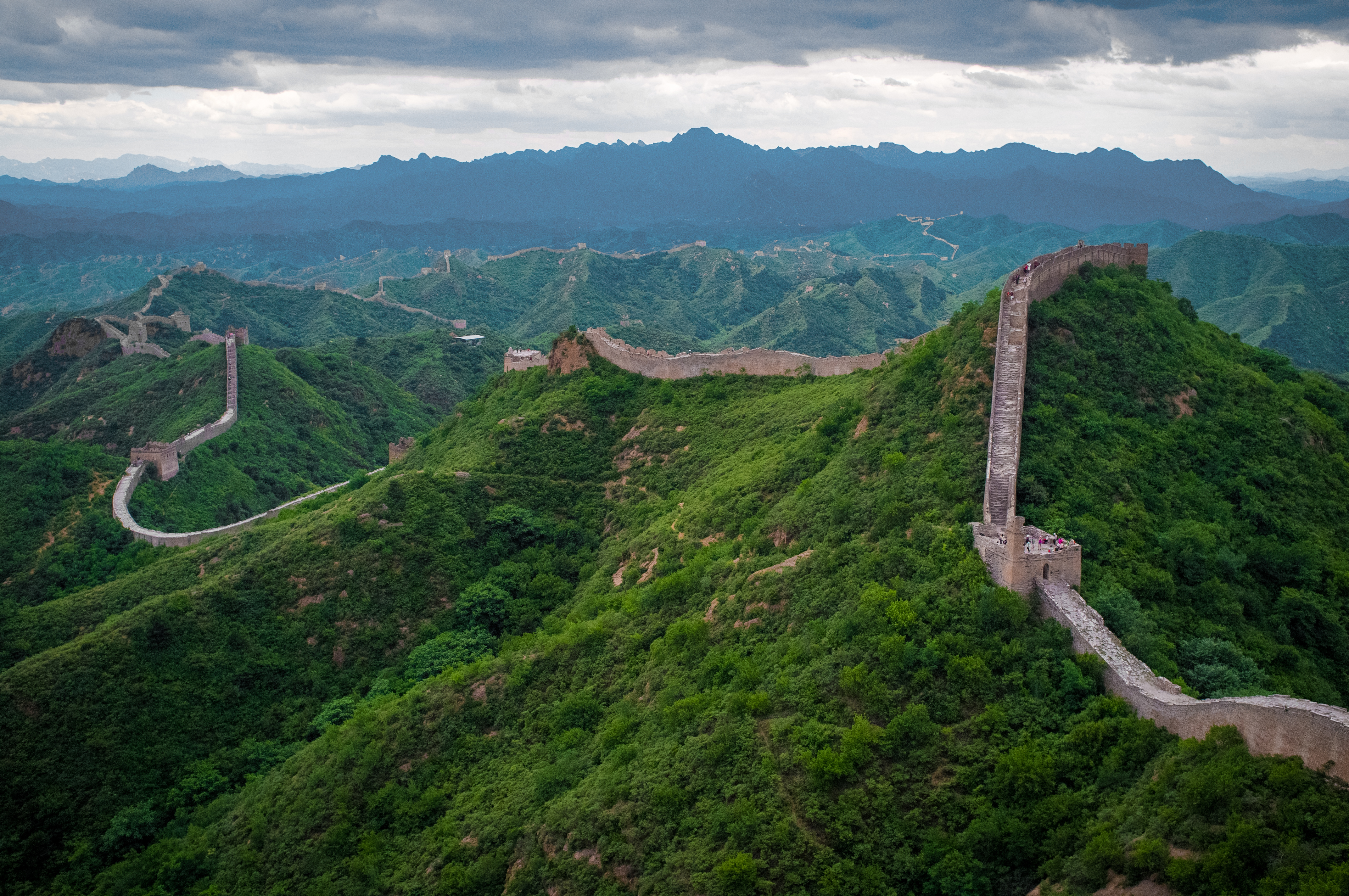
بينما تم بناء سور الصين العظيم لحماية الدول والإمبراطوريات الصينية القديمة من غارات وغزوات الجماعات البدوية، كانت منطقة الصين أيضًا على مدى آلاف السنين موطنًا للعديد من الحضارات المؤثرة.
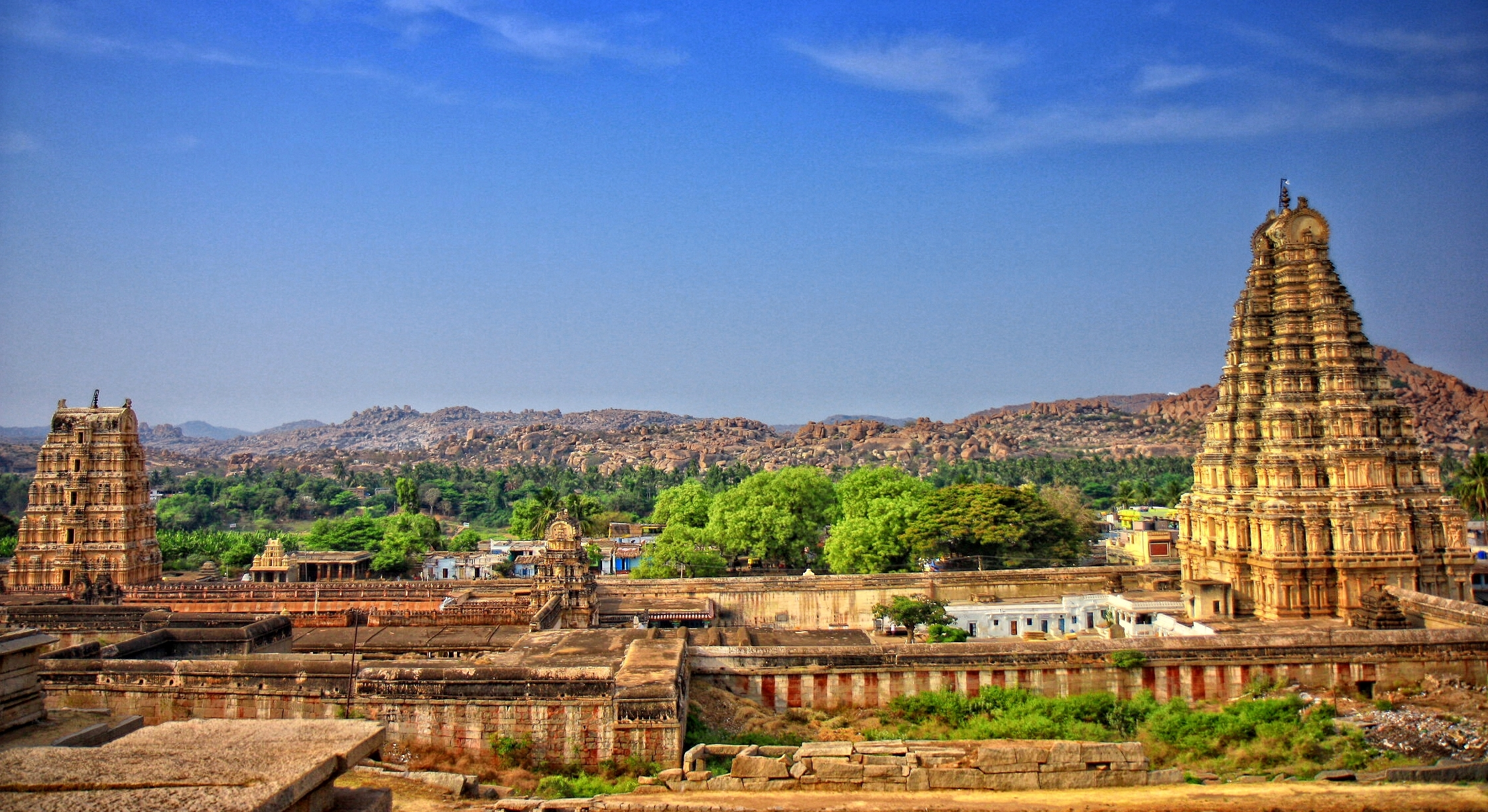
معبد فيروباكشا في هامبي في الهند: تُعد منطقة الهند موطنًا ومركزًا للديانات الرئيسية مثل الهندوسية والبوذية والجاينية والسيخية وقد أثرت على الثقافات والحضارات الأخرى، لا سيما في آسيا.
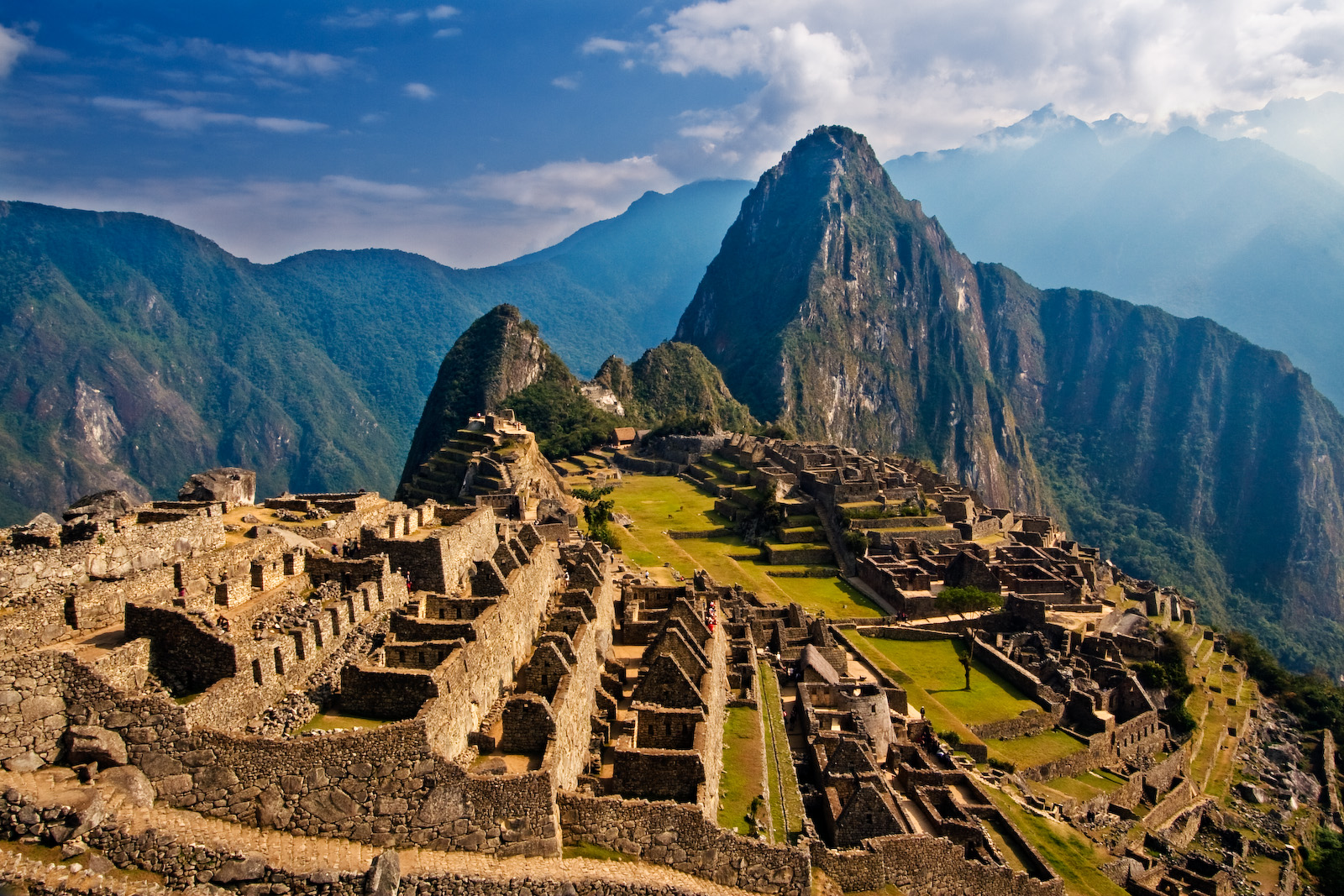
ماتشو بيتشو في بيرو هي أشهر رموز حضارة الإنكا في جبال الأنديز، وهي إحدى عجائب الدنيا السبع الجديدة.
معبد تشيتشن إيتزا، في مدينة تشيتشن إيتزا المكسيكية: تُشتهر حضارة المايا بخطها اللغوي - نظام الكتابة الأكثر تعقيدًا وتطورًا في الأمريكتين في العصر ما قبل الكولومبي - بالإضافة إلى الفن والعمارة والرياضيات والتقويم والنظام الفلكي.
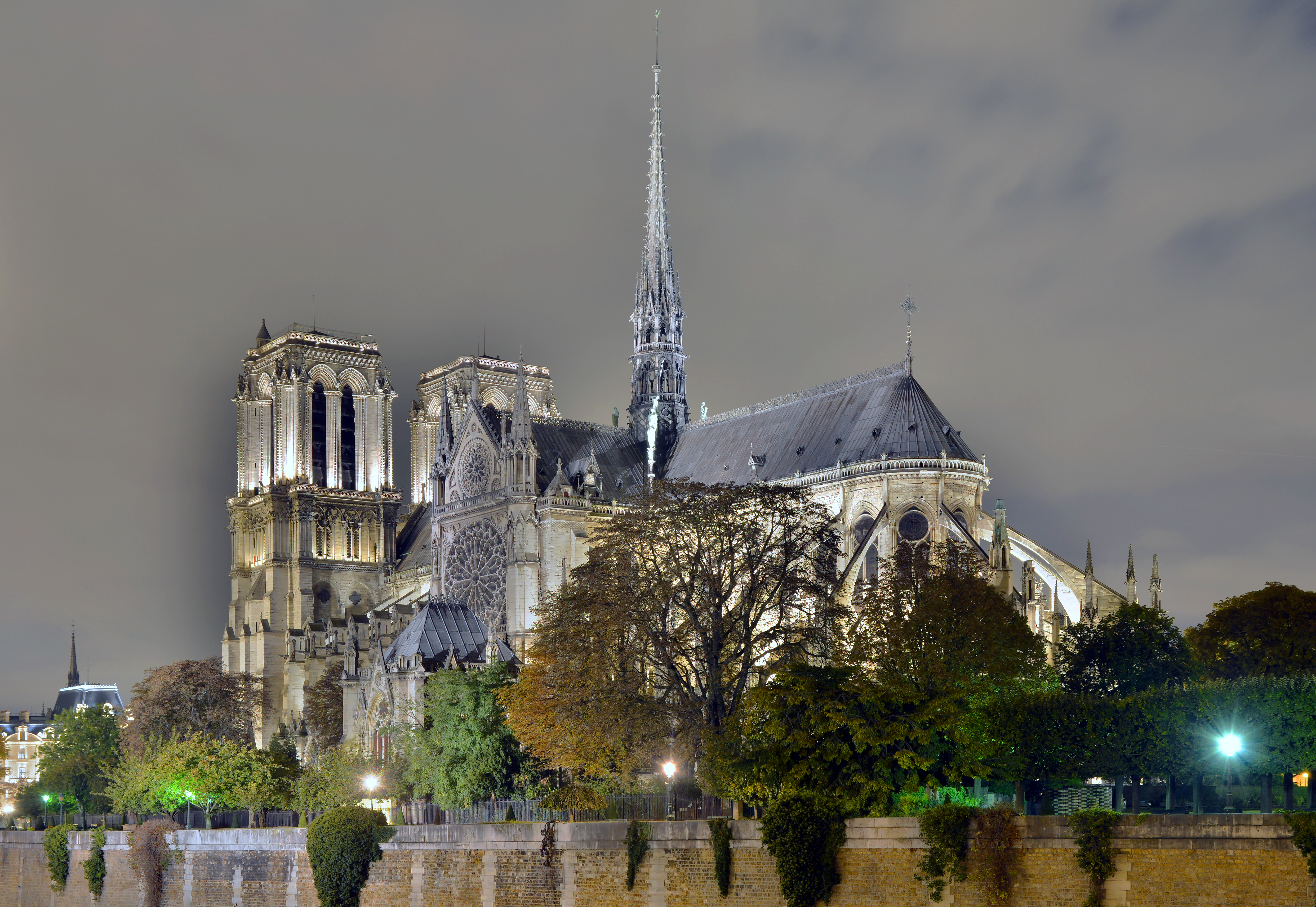
كاتدرائية نوتردام دو باري في مدينة باريس بفرنسا هي من بين أكثر الرموز المعروفة لحضارة العالم المسيحي. تتأثر الحضارة الغربية بشدة بالثقافات اليونانية والرومانية والمسيحية.[84] لعبت المسيحية دورًا بارزًا في تشكيل الحضارة الغربية.
آيا صوفيا في مدينة إسطنبول بتركيا: هي أيقونة معمارية وثقافية للحضارة البيزنطية والأرثوذكسية الشرقية.[90][91][92] كان تأثيرها، من الناحيتين المعمارية والليتورجية، واسع الانتشار ودائمًا في المسيحية الشرقية، والمسيحية الغربية، والعمارة العثمانية.[92] ويُمثل إرث الإمبراطورية البيزنطية واحدة من أقوى القوى الاقتصادية والثقافية والعسكرية في أوروبا،[93] واشتهرت بفنها والهندسة المعمارية والعلوم والطب والقانون.
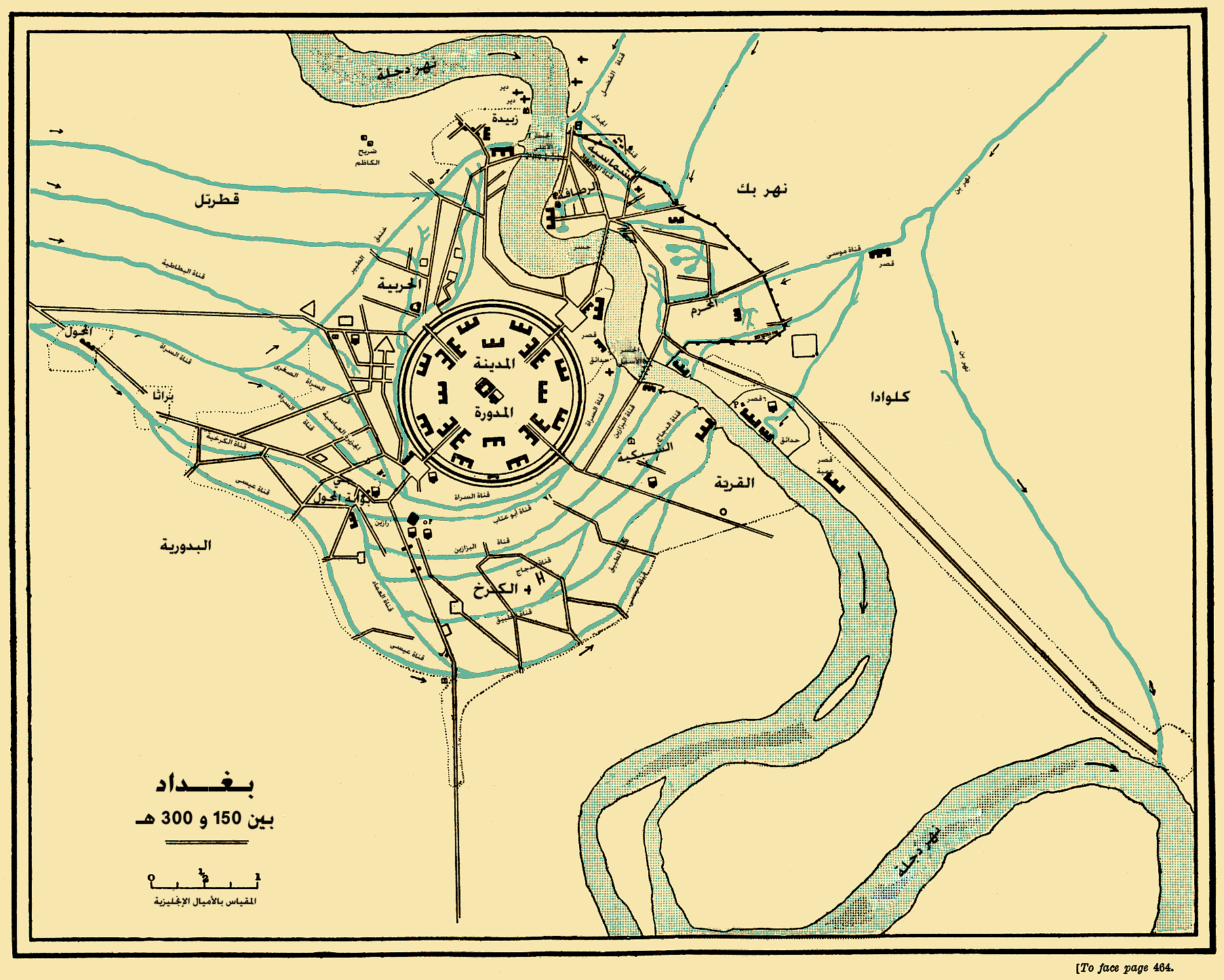
تأسست مدينة بغداد المدورة على يد الخليفة أبو جعفر المنصور في عام 762-766 كعاصمة للدولة العباسية، مما مهد الطريق للعصر الذهبي الإسلامي بدءًا من البناء اللاحق لبيت الحكمة. إنها المدينة الأسطورية في ألف ليلة وليلة.
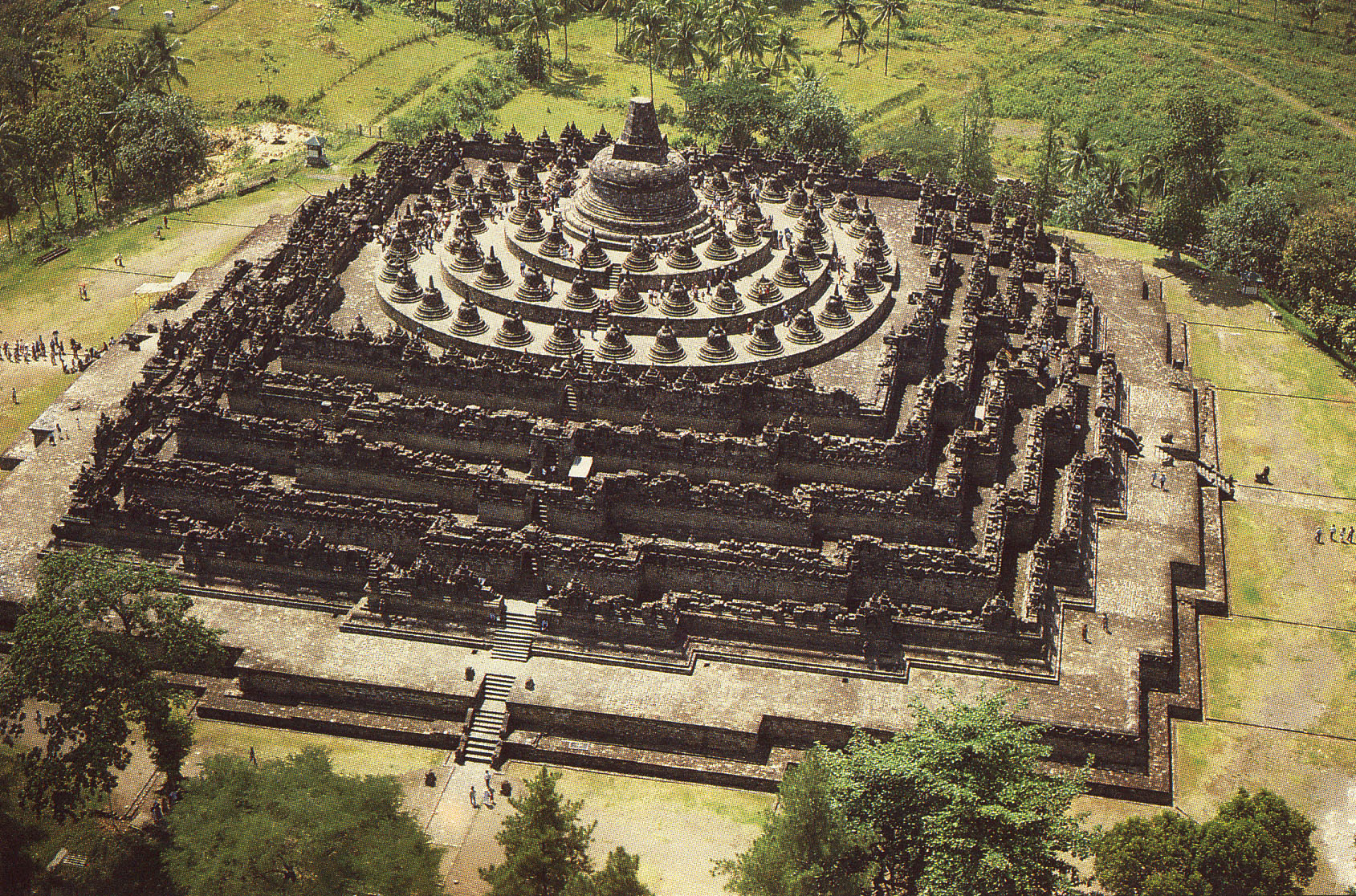
بوروبودور في إندونيسيا هو أكبر نصب بوذي في العالم ويمثل إمبراطورية سريفيجايا الجاوية والملايوية،[96][97][98] حضارة بحرية بارزة ومركزًا للدراسات التي انتشر تأثيرها الديني والثقافي والسياسي والاقتصادي في جميع أنحاء جنوب شرق آسيا وفي الصين والهند والتبت وكوريا.
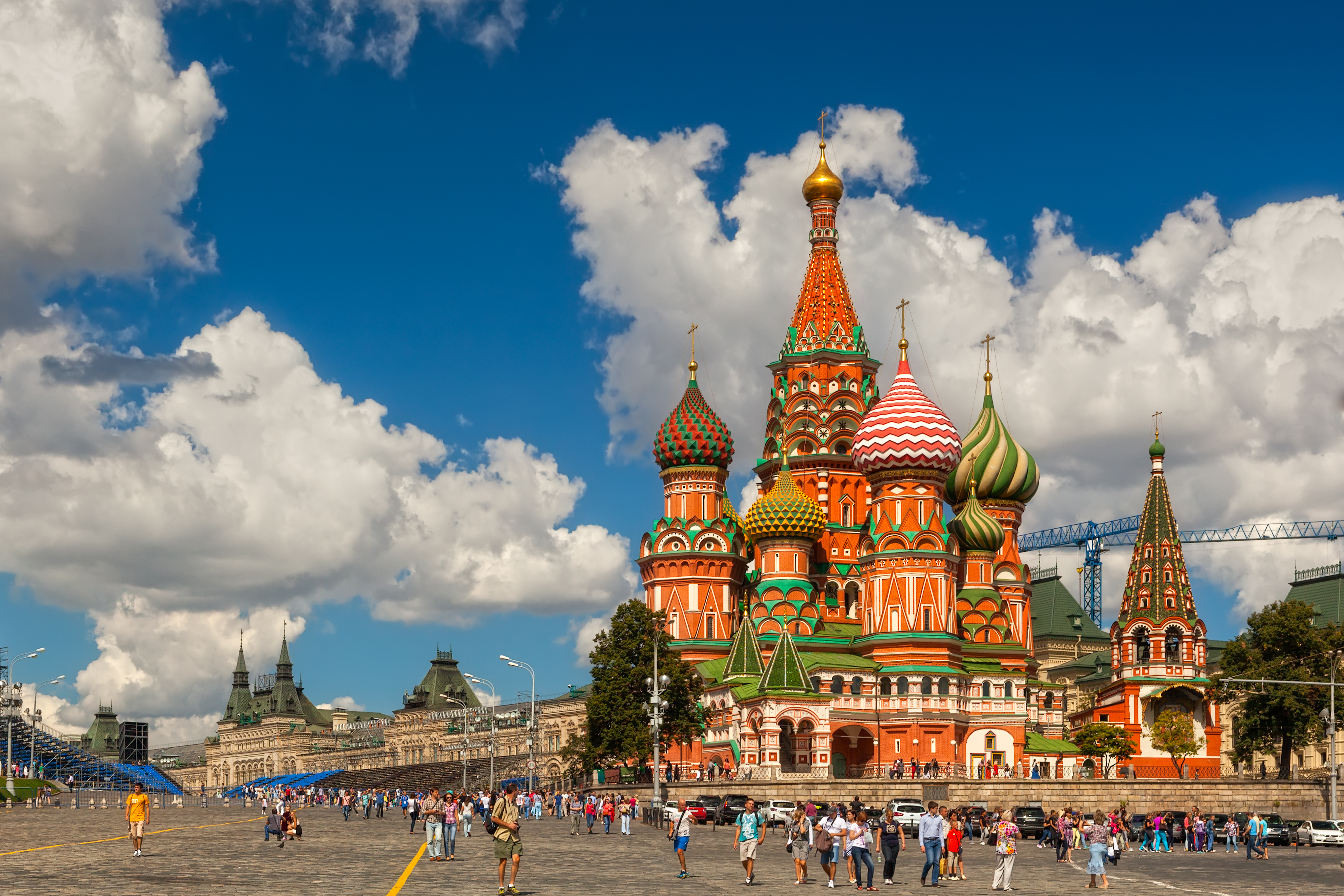
كاتدرائية القديس باسيل في موسكو: الرمز الأكثر شهرة في الحضارة الروسية.[103] كان للحضارة الروسية تأثير كبير على الثقافة العالمية، ولديها أيضًا ثقافة مادية غنية وتقاليد في العلوم والتكنولوجيا.
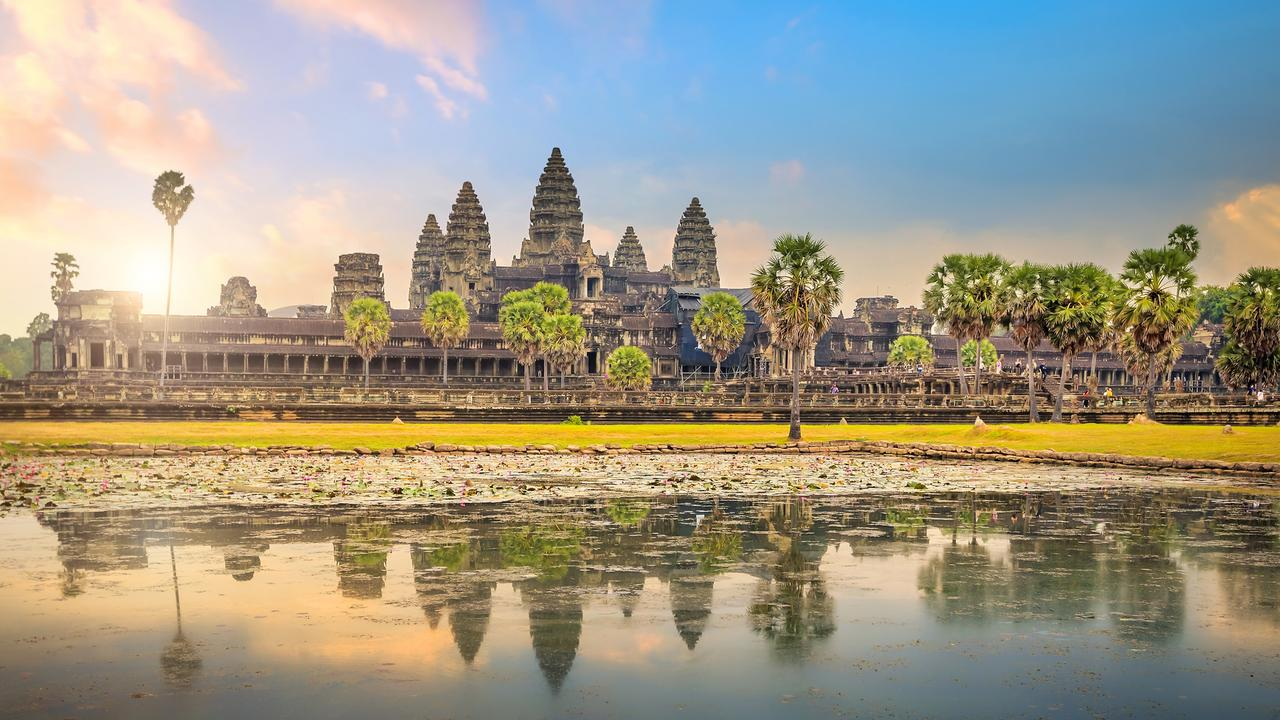
أنغكور وات في كمبوديا هي أكبر هيكل ديني تم تشييده في تاريخ البشرية.[104] ويُمثل إرث إمبراطورية الخمير، وهي واحدة من أكثر الحضارات تأثيرًا في جنوب شرق آسيا وموطن أكبر مدينة في العالم قبل الثورة الصناعية من حيث المساحة.
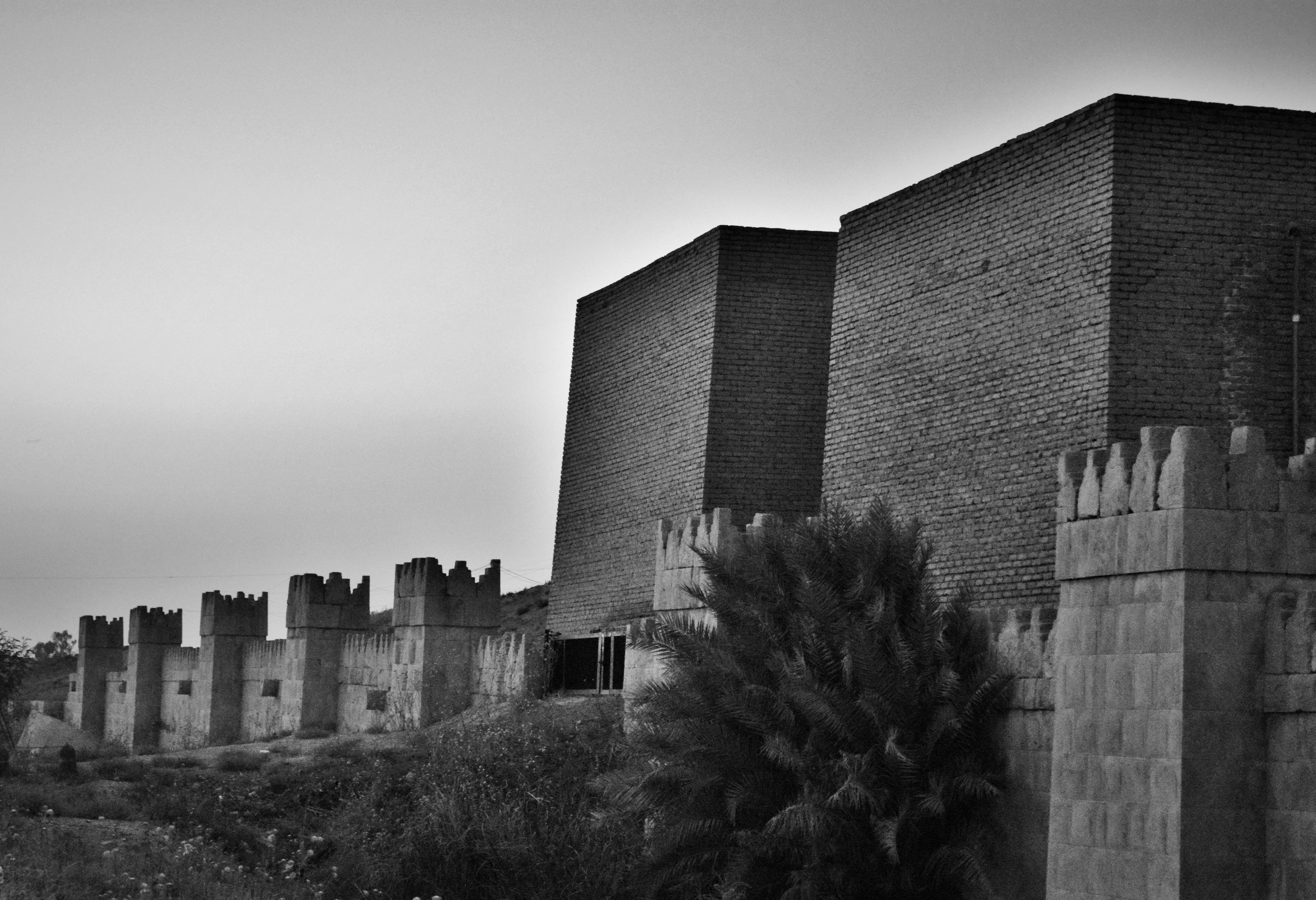
كانت نينوى مدينة آشورية قديمة في بلاد ما بين النهرين: أشتهرت الحضارة الآشورية بالنحت والعمارة والأدب والقانون وعلم الفلك. الآشوريون المعاصرون هم مسيحيون سريان يقولون أنهم ينحدرون من آشور، وهي إحدى أقدم الحضارات في العالم، ويعود تاريخها إلى 2500 قبل الميلاد في بلاد ما بين النهرين القديمة.
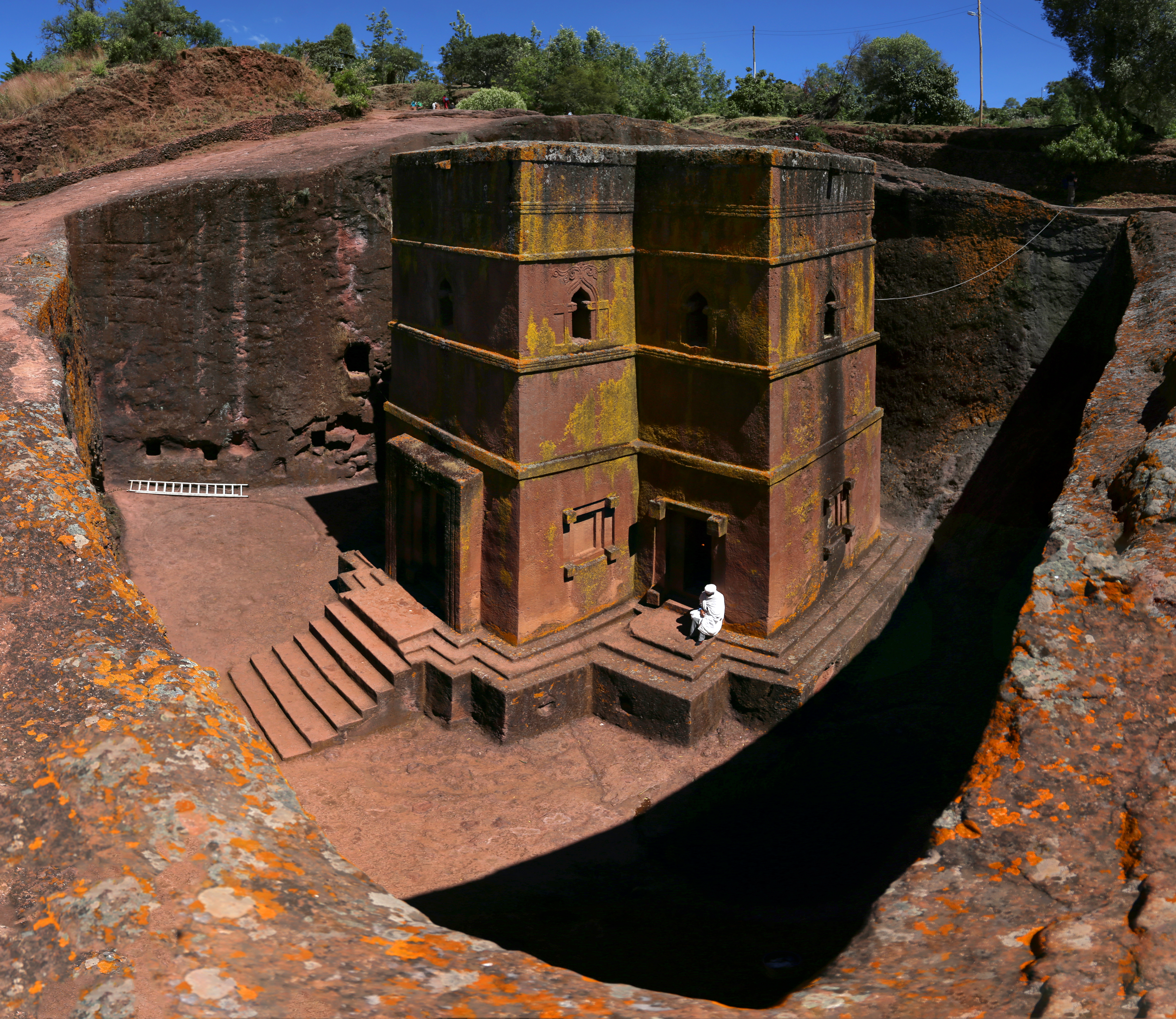
كنائس لاليبيلا من بين الرموز الأكثر شعبية في إثيوبيا، ويُمثل إرث مملكة أكسوم، وهي حضارة أفريقية كلاسيكية.

## حواش
1. ↑  معاهدة نظام معاهدة القارة القطبية الجنوبية لا تعترف بأي نزاع ولا إقامة دعاوى للسيادة الإقليمية، فلن يتم الاعتراف بأية مطالبات جديدة حين تكون هذه المعاهدة سارية المفعول"، فإن معظم البلدان لا تعترف بالمطالبات الإقليمية في القارة القطبية الجنوبية. منطقة روس  المناطق الوحيدة المأهولة بشكل دائم في المنطقة.